# Ninja Warrior Germany – Die stärkste Show Deutschlands
Ninja Warrior Germany – Die stärkste Show Deutschlands ist eine von RTL Studios GmbH produzierte und von RTL seit 2016 gesendete Spielshow, in der Kandidaten verschiedene Parcours überwinden müssen. 2021 gab es erstmals einen Ninja Warrior Deutschlands, der den gesamten Parcours bezwang. Zuvor wurde pro Staffel jeweils ein Last Man Standing und ab Staffel 4 auch eine Last Woman Standing, der bzw. die am weitesten im Parcours kam, gekürt.
Im Frühjahr 2018 lief erstmals der Ableger Team Ninja Warrior Germany. Seit Juli 2020 wird zudem Ninja Warrior Germany Kids gesendet. Im April 2021 startete der Ableger Ninja Warrior Germany Allstars.
Vorbild ist die in Japan unter dem Namen Sasuke ausgestrahlte Show, die international den Titel Ninja Warrior trägt. 2009 wurde eine Staffel des japanischen Originals bei RTL II gesendet.

## Konzept
In jeder Show haben Kandidaten Hindernis-Parcours in möglichst kurzer Zeit zu absolvieren. Die Parcours sind in jeder Show verschieden gestaltet, enthalten jedoch vergleichbare und teils identische Elemente. Die Kandidaten benötigen vor allem die sportlichen Fähigkeiten Kraft, Ausdauer und Körperbeherrschung.
Der Modus unterscheidet sich von Staffel zu Staffel geringfügig. Eine Staffel besteht aus den Vorrunden, den Halbfinals (ab Staffel 2) und dem Finale. Zunächst treten in den Vorrunden gecastete Teilnehmer an. Die Kandidaten, die dabei in einem Parcours am weitesten kommen, ziehen in die nächste Runde ein. Die Anzahl der Kandidaten, die weiterkommen, ist vorher festgelegt. Seit Staffel 2 folgen auf den Vorrunden zwei Halbfinals. Eine Besonderheit der Halbfinals ist, dass die Teilnehmer halbfinalübergreifend konkurrieren, während eine Vorrunde in sich abgeschlossen ist.
Das anschließende Finale unterscheidet sich im Modus von den bisherigen Runden, da es der japanischen Original-Show Sasuke entspricht. Das Finale besteht aus insgesamt 4 Runden, den sogenannten Stages. Kandidaten ziehen nur in die nächste Runde ein, wenn sie den jeweiligen Hindernis-Parcours komplett absolvieren. Eine Vorgabe, wie viele Kandidaten weiterkommen, gibt es nicht. So kann es dazu kommen, dass kein einziger Kandidat die nächste Runde erreicht. Die Runden 1, 2 und 4 haben zudem eine vorgegebene Zeit, in der der Parcours absolviert werden muss. Runde 3 hat lediglich für die Pausen zwischen den Hindernissen eine vorgegebene Zeit. Die Kandidaten in Runde 4 müssen dort den finalen Parcours, den Mount Midoriyama bezwingen. Wer im Finale alle Hindernisse absolviert und am Ende als schnellster den Mount Midoriyama bezwingt, erhält den Titel Ninja Warrior Germany. In diesem Fall erhält der Sieger eine sechsstellige Prämie (100.000 Euro in Staffel 1, 200.000 Euro in Staffel 2, 300.000 Euro ab Staffel 3).
Konnte der Ninja-Warrior-Titel nicht gewonnen werden, gibt es für den männlichen Kandidaten, der am weitesten gekommen ist, den Titel Last Man Standing. Trotz des eigentlichen Wortsinns wird mit diesem Titel nicht der letzte im Wettbewerb verbliebene Kandidat geehrt, sondern der beste Kandidat einer Staffel. Seit Staffel 3 wird dieser Titel mit einer Prämie von 25.000 Euro belohnt. Seit Staffel 4 gibt es zudem für die beste weibliche Kandidatin einer Staffel den Titel Last Woman Standing. Dieser Titel wird ebenfalls mit einer Prämie von 25.000 Euro belohnt.

## Staffeln

### Übersicht
| Staffel | Premiere      | Finale        | Episoden | Veranstaltungsort          | Last Man Standing | Last Woman Standing | Moderation                                  |
| ------- | ------------- | ------------- | -------- | -------------------------- | ----------------- | ------------------- | ------------------------------------------- |
| 1       | 9. Juli 2016  | 30. Juli 2016 | 5        | dm arena - Messe Karlsruhe | Oliver Edelmann   |                     | Frank Buschmann, Jan Köppen, Laura Wontorra |
| 2       | 12. Aug. 2017 | 1. Okt. 2017  | 9        | dm arena - Messe Karlsruhe | Moritz Hans       |                     | Frank Buschmann, Jan Köppen, Laura Wontorra |
| 3       | 21. Sep. 2018 | 16. Nov. 2018 | 9        | dm arena - Messe Karlsruhe | Alexander Wurm    |                     | Frank Buschmann, Jan Köppen, Laura Wontorra |
| 4       | 13. Sep. 2019 | 8. Nov. 2019  | 9        | dm arena - Messe Karlsruhe | Alexander Wurm    | Arleen Schüßler     | Frank Buschmann, Jan Köppen, Laura Wontorra |
| 5       | 2. Okt. 2020  | 4. Dez. 2020  | 10       | MMC Studios Köln           | Alexander Wurm    | Stefanie Edelmann   | Frank Buschmann, Jan Köppen, Laura Wontorra |
| 6       | 15. Okt. 2021 | 18. Dez. 2021 | 11       | MMC Studios Köln           | René Casselly     | Stefanie Edelmann   | Frank Buschmann, Jan Köppen, Laura Wontorra |
| 7       | 30. Sep. 2022 | 18. Nov. 2022 | 9        | MMC Studios Köln           | Max Görner        | Andrea Meßner       | Frank Buschmann, Jan Köppen, Laura Wontorra |
| 8       | 13. Okt. 2023 | 15. Dez. 2023 | 10       | MMC Studios Köln           | Philipp Göthert   | Viktoria Krämer     | Frank Buschmann, Jan Köppen, Laura Wontorra |
| 9       | 18. Okt. 2024 | 13. Dez. 2024 | 10       | MMC Studios Köln           | René Casselly     | Nicola Wulf         | Frank Buschmann, Jan Köppen, Laura Wontorra |

Ninja Warrior Germany 

### Staffel 1 (2016)
Die erste Staffel startete am 9. Juli 2016. Für die Castings wurden Personen ab 18 Jahren gesucht. Die Castings fanden von Januar bis März 2016 in Hamburg, Berlin, Stuttgart, Hannover und Köln statt. Die erste Staffel mit fünf Folgen wurde vom 19. bis 24. Mai 2016 in der dm arena der Messe Karlsruhe aufgezeichnet.
Von den rund 7000 Bewerbern nahmen 240 an der ersten Staffel teil, darunter einige Prominente wie die dreifache Box-Weltmeisterin Nicole Wesner, Ex-Fußball-Nationalspieler David Odonkor, Ex-Fußballspieler und Trainer Thorsten Legat, Zirkusdirektor Pierre Renz, Fitness-Bloggerin Roxana Strasser, der vierfache Deutsche Meister in Sportakrobatik Oliver Edelmann, Handballspieler Gary Hines und Schauspieler Jörn Schlönvoigt.
In den ersten vier Shows traten je 60 Kandidaten zum ersten Parcours an. Die jeweils besten 20 durften den zweiten Parcours bestreiten, die besten 7 Absolventen des zweiten Parcours qualifizierten sich für die fünfte Show, das Finale.
Von den 28 Finalisten absolvierte Oliver Edelmann als einziger den ersten Parcours des Finales im vorgegebenen Zeitlimit, scheiterte jedoch im zweiten Parcours am vierten Hindernis. Da der Parcours nicht vollständig durchlaufen wurde, erhielt er für den Sieg kein Preisgeld.
| Finalteilnehmer 2016 | Platzierung im Finale | letztes erreichtes Hindernis      |
| -------------------- | --------------------- | --------------------------------- |
| Yannic Appel-Malchow | 16.                   | Runde 1 – Windspiel               |
| Christian Balkheimer | 17.                   | Runde 1 – Windspiel               |
| Viktor Brüsewitz     | 5.                    | Runde 1 – Unsichtbare Leiter      |
| Liam Cook            | 11.                   | Runde 1 – Tunnelsprung            |
| Sladjan Djulabic     | 9.                    | Runde 1 – Unsichtbare Leiter      |
| Till Ebener          | 22.                   | Runde 1 – Balancebrücken          |
| Oliver Edelmann      | 1.                    | Runde 2 – Doppelte Hängebrücke    |
| Daniel Gerber        | 15.                   | Runde 1 – Windspiel               |
| The-Huy Giang        | 25.                   | Runde 1 – Balancebrücken          |
| Moritz Hans          | 21.                   | Runde 1 – Cargonetz mit Trampolin |
| Christian Hauck      | 27.                   | Runde 1 – Fliegende Untertasse    |
| Gary Hines           | 26.                   | Runde 1 – Balancebrücken          |
| Jan Hojer            | 24.                   | Runde 1 – Balancebrücken          |
| Simon Knitter        | 3.                    | Runde 1 – Unsichtbare Leiter      |
| Mirko Künstler       | 2.                    | Runde 1 – Unsichtbare Leiter      |
| Largun Miraky        | 18.                   | Runde 1 – Cargonetz mit Trampolin |
| Herwig Natmessnig    | 4.                    | Runde 1 – Unsichtbare Leiter      |
| Luca Polaschke       | 20.                   | Runde 1 – Cargonetz mit Trampolin |
| Justin Rodney        | 23.                   | Runde 1 – Balancebrücken          |
| Bertolt Schirmacher  | 13.                   | Runde 1 – Kettenschaukel          |
| Daniel Schmidt       | 7.                    | Runde 1 – Unsichtbare Leiter      |
| Max Sprenger         | 6.                    | Runde 1 – Unsichtbare Leiter      |
| Norwin Stuffer       | 8.                    | Runde 1 – Unsichtbare Leiter      |
| Tim Wacker           | 14.                   | Runde 1 – Windspiel               |
| Manuel Werling       | 28.                   | Runde 1 – Fliegende Untertasse    |
| Andreas Wöhle        | 12.                   | Runde 1 – Kettenschaukel          |
| Alexander Wurm       | 10.                   | Runde 1 – Tunnelsprung            |
| George Yousef        | 19.                   | Runde 1 – Cargonetz mit Trampolin |

### Staffel 2 (2017)
Die zweite Staffel startete am 12. August 2017. Von 13.000 Bewerbern wurden 2.000 gecastet. Die zweite Staffel wurde vom 15. bis 21. Juni 2017 in der dm arena der Messe Karlsruhe aufgezeichnet. Im Unterschied zur ersten Staffel fanden gleich sieben Vorrundenshows mit je 50 Kandidaten statt. Jeweils wieder 20 beste Teilnehmer bestritten den zweiten Parcours, von denen je acht ins neu eingeführte Halbfinale gelangten. Die Hälfte der 56 Halbfinalisten bestritt das Finale. Dort hatten sie 3:30 Minuten Zeit, den ersten Parcours mit neun Hindernissen zu bewältigen, woran 23 Kandidaten, darunter der Vorjahresgewinner Oliver Edelmann, scheiterten. Drei Kandidaten überwanden den zweiten Parcours in den vorgegebenen 1:30 Minuten, ehe sie am dritten scheiterten. Der 21-jährige Stuttgarter Moritz Hans wurde knapp vor dem 20-jährigen Artisten René Casselly und dem 24-jährigen Freerunner Benjamin Grams aus Lorch zum „Last Man Standing“ erklärt.
| Finalteilnehmer 2017  | Platzierung im Finale | letztes erreichtes Hindernis     |
| --------------------- | --------------------- | -------------------------------- |
| Alexander Averdunk    | 9.                    | Runde 1 – Tunnelsprung           |
| Yasin El-Azzazy       | 18.                   | Runde 1 – Affenschaukel          |
| René Börner           | 28.                   | Runde 1 – Propeller mit Seil     |
| Viktor Brüsewitz      | 4.                    | Runde 2 – Doppelte Hängebrücke   |
| Maximilian Brunner    | 12.                   | Runde 1 – Tunnelsprung           |
| Simon Brunner         | 13.                   | Runde 1 – Kettenkarussell        |
| Daniel Decker         | 19.                   | Runde 1 – Affenschaukel          |
| Sladjan Djulabic      | 27.                   | Runde 1 – Propeller mit Seil     |
| Oliver Edelmann       | 6.                    | Runde 1 – Tunnelsprung           |
| Moritz Feuchtmeir     | 26.                   | Runde 1 – Propeller mit Seil     |
| Daniel Gerber         | 10.                   | Runde 1 – Tunnelsprung           |
| Benjamin Grams        | 3.                    | Runde 3 – Schwebende Türen       |
| Alex Grunwald         | 15.                   | Runde 1 – Affenschaukel          |
| Moritz Hans           | 1.                    | Runde 3 – Fingerleisten 2.0      |
| Gary Hines            | 14.                   | Runde 1 – Hangelmikado           |
| René Casselly         | 2.                    | Runde 3 – Fingerleisten 2.0      |
| Mirko Künstler        | 21.                   | Runde 1 – Propeller mit Seil     |
| Kevin Kürbisch        | 8.                    | Runde 1 – Tunnelsprung           |
| Julius Malassa        | 22.                   | Runde 1 – Propeller mit Seil     |
| Marvin Mitterhuber    | 25.                   | Runde 1 – Propeller mit Seil     |
| Herwig Natmessnig     | 11.                   | Runde 1 – Tunnelsprung           |
| Michael Rindisbacher  | 5.                    | Runde 2 – Doppelte Himmelsleiter |
| Johannes Schwitzgebel | 7.                    | Runde 1 – Tunnelsprung           |
| Max Sprenger          | 20.                   | Runde 1 – Propeller mit Seil     |
| Johannes Veh          | 17.                   | Runde 1 – Affenschaukel          |
| Sebastian Wicke       | 24.                   | Runde 1 – Propeller mit Seil     |
| David Wollschläger    | 16.                   | Runde 1 – Affenschaukel          |
| Alexander Wurm        | 23.                   | Runde 1 – Propeller mit Seil     |

### Staffel 3 (2018)
Die dritte Staffel startete am 21. September 2018. Von rund 13.000 Bewerbern nahmen wie im Vorjahr 350 Kandidaten an der Show teil. Es fanden wieder sieben Vorrundenshows mit je 50 Kandidaten, ein Halbfinale mit 56 Kandidaten und das Finale mit 28 Kandidaten statt. Im Finale hatten die Kandidaten 5 Minuten Zeit, den ersten Parcours mit neun Hindernissen zu bewältigen, was zehn Teilnehmern gelang. Von diesen gelang es fünf Teilnehmern, auch den zweiten Parcours mit fünf Hindernissen in 1:30 Minuten zu bewältigen und den dritten Parcours mit vier Hindernissen zu bestreiten. Der 22-jährige Student Alexander Wurm aus Köln schaffte es als einziger, auch diesen zu bewältigen und den letzten Parcours, den Mount Midoriyama, zu bestreiten, welchen er allerdings nicht in der vorgegebenen Zeit bewältigen konnte. Wurm wurde damit zum „Last Man Standing“ erklärt und gewann ein Preisgeld in Höhe von 25.000 €.
| Finalteilnehmer 2018 | Platzierung im Finale | letztes erreichtes Hindernis |
| -------------------- | --------------------- | ---------------------------- |
| Karim El-Azzazy      | 26.                   | Runde 1 – Hangelmikado       |
| Simon Brunner        | 15.                   | Runde 1 – Schwingende Reifen |
| Deniz Celik          | 24.                   | Runde 1 – Hangelmikado       |
| Sladjan Djulabic     | 8.                    | Runde 2 – Hangelwellen       |
| Oliver Edelmann      | 9.                    | Runde 2 – Hangelwellen       |
| David Eilenstein     | 17.                   | Runde 1 – Wand 2.0           |
| Samuel Faulstich     | 25.                   | Runde 1 – Hangelmikado       |
| Benjamin Grams       | 4.                    | Runde 3 – Fingerleisten 2.0  |
| Alex Grunwald        | 6.                    | Runde 2 – Hangelwellen       |
| Moritz Hans          | 3.                    | Runde 3 – Stangenflug        |
| Attila Hamberger     | 11.                   | Runde 1 – Unsichtbare Leiter |
| Christian Harmat     | 14.                   | Runde 1 – Unsichtbare Leiter |
| René Casselly        | 5.                    | Runde 3 – Schwebende Türen   |
| Leon Layer           | 12.                   | Runde 1 – Unsichtbare Leiter |
| Dennis Leiber        | 20.                   | Runde 1 – Wand 2.0           |
| Kim Marschner        | 2.                    | Runde 3 – Stangenflug        |
| Marvin Mitterhuber   | 18.                   | Runde 1 – Wand 2.0           |
| Jozef Pachinger      | 23.                   | Runde 1 – Hangelmikado       |
| Christian Range      | 21.                   | Runde 1 – Wand 2.0           |
| Benjamin Reichmann   | 19.                   | Runde 1 – Wand 2.0           |
| Ivo Rupena           | 28.                   | Runde 1 – Ringflug           |
| Daniel Schmidt       | 16.                   | Runde 1 – Schwingende Reifen |
| Norbert Schwarz      | 27.                   | Runde 1 – Ringflug           |
| Michael Siegmund     | 10.                   | Runde 2 – Hangelwellen       |
| Max Sprenger         | 7.                    | Runde 2 – Hangelwellen       |
| Andreas Wöhle        | 13.                   | Runde 1 – Unsichtbare Leiter |
| Adrian Wullweber     | 22.                   | Runde 1 – Hangelmikado       |
| Alexander Wurm       | 1.                    | Runde 4 – Mount Midoriyama   |

### Staffel 4 (2019)
Die vierte Staffel startete am 13. September 2019. Von einer Vielzahl von Bewerbern nahmen insgesamt 294 Kandidaten an der Show teil. Es fanden wieder sieben Vorrundenshows mit je 42 Kandidaten, in denen die besten 15 in die Halbfinalqualifikation kamen. Danach folgte eine Halbfinaleshow mit 54 Kandidaten und eine Finalshow mit 27 Kandidaten. In diesem Jahr gab es erstmals Regeln, die es Frauen leichter machen sollen, sich für die nächste Runde zu qualifizieren, diese Sonderregeln galten aber nur in der Vorrunde. Zusätzlich gab es in der ersten Runde die Megawand (5,50 Meter), die beim Abschluss des Parcours erklommen werden konnte, wofür eine Sonderprämie von 2.000 € gezahlt wurde. Das gelang insgesamt elf Athleten. Der Halbfinalparcours wurde nur von vier Athleten vollständig bewältigt (Alexander Wurm, Joel Mattli, René Casselly, Benjamin Reichmann). Erstmals schafften zwei Frauen (Stefanie Noppinger, Arleen Schüßler) den Einzug ins Finale. Arleen Schüßler kam im Finale etwas weiter als Stefanie Noppinger und erlangte daher den neu eingeführten Titel „Last Woman Standing“ und gewann damit 25.000 €. Last Man Standing wurde wie im Vorjahr Alexander Wurm, knapp vor Moritz Hans, erreichte diesmal den Mount Midoriyama aber nicht.
| Finalteilnehmer 2019 | Platzierung im Finale       | letztes erreichtes Hindernis     |
| -------------------- | --------------------------- | -------------------------------- |
| Karim El-Azzazy      | 24.                         | Runde 1 – Schwingflügel          |
| Yasin El-Azzazy      | 10.                         | Runde 2 – Flug-Weg               |
| Philipp Boy          | 26.                         | Runde 1 – Schwingflügel          |
| Simon Brunner        | 5.                          | Runde 2 – Flug-Weg               |
| Samuel Dufner        | 8.                          | Runde 2 – Flug-Weg               |
| Tobias Eberle        | 16.                         | Runde 2 – Doppelte Himmelsleiter |
| Felix Eckart         | 18.                         | Runde 2 – Doppelte Himmelsleiter |
| Oliver Edelmann      | 6.                          | Runde 2 – Flug-Weg               |
| Manuel Eder          | 12.                         | Runde 2 – Flug-Weg               |
| Moritz Hans          | 2.                          | Runde 3 – Stangenflug            |
| Philipp Hans         | 14.                         | Runde 2 – Flug-Weg               |
| René Casselly        | 9.                          | Runde 2 – Flug-Weg               |
| Jun Kim              | 15.                         | Runde 2 – Flug-Weg               |
| Christian Kirstges   | 11.                         | Runde 2 – Flug-Weg               |
| Marian Lotze         | 20.                         | Runde 1 – Wand                   |
| Joel Mattli          | 13.                         | Runde 2 – Flug-Weg               |
| Herwig Natmessnig    | 7.                          | Runde 2 – Flug-Weg               |
| Stefanie Noppinger   | 27.                         | Runde 1 – Schwingflügel          |
| Max Prinz            | 3.                          | Runde 3 – Fingerleisten 2.0      |
| Benjamin Reichmann   | 4.                          | Runde 3 – Fingerleisten 2.0      |
| Milan Schirowski     | 17.                         | Runde 2 – Doppelte Himmelsleiter |
| Daniel Schmidt       | 23.                         | Runde 1 – Rad-Wechsel            |
| Arleen Schüßler      | 22. („Last Woman Standing“) | Runde 1 – Rad-Wechsel            |
| Michael Siegmund     | 21.                         | Runde 1 – Rad-Wechsel            |
| Max Sprenger         | 19.                         | Runde 2 – Doppelte Himmelsleiter |
| Adrian Wullweber     | 25.                         | Runde 1 – Schwingflügel          |
| Alexander Wurm       | 1.                          | Runde 3 – Stangenflug            |

### Staffel 5 (2020)
Die fünfte Staffel startete am 2. Oktober 2020 mit Neuerungen und auf Grund der Covid-19-Pandemie erstmals aus dem MMC Studio (Coloneum) in Köln. Je rund 55 Athleten traten in sechs Vorrunden mit mehr Hindernissen als bisher an. Die 16 besten Athleten jeder Vorrunde qualifizierten sich für das Halbfinale. Zusätzlich rückten auch die beiden besten Frauen ins Halbfinale vor, sofern sie nicht bereits unter den besten 16 waren. Die beiden schnellsten Athleten jeder Vorrunde konkurrierten dann am Power Tower, einer neuen Herausforderung: Ein direktes Duell in mehr als 10 Metern Höhe, dessen Sieger sich über einen Geldgewinn und den Safety Pass fürs Finale freuen konnte (d. h. der Athlet war automatisch fürs Finale qualifiziert, seine Leistung im Halbfinale (sofern er trotz Safety Pass daran teilnahm) lief außerhalb der Wertung). In den Vorrunden war auch wieder die 2019 eingeführte „Mega-Wand“ dabei, die auch in der 1. Runde des Finales freiwillig erklommen werden konnte. Dies wurde aber von den Athleten kaum genutzt, um ihre Endzeiten nicht zu gefährden.
Das Halbfinale und das Finale bestanden aus je zwei Shows. Von den mindestens 100 Athleten der beiden Halbfinal-Shows rückten 56 bis ins Finale vor. In den bisherigen Staffeln hatten es stets 28 Athleten bis ins Finale geschafft, so dass die Chance auf einen Sieger in der 5. Staffel verdoppelt wurde.
In der ersten Final-Show musste ein Parcours mit Zeitlimit absolviert werden. Alle, die diesen Parcours in der vorgegebenen Zeit schaffen, kamen in die zweite Final-Show mit zwei weiteren Parcours. Für die Frauen im Wettbewerb wurde der Titel „Last Woman Standing“ mit der Siegprämie von 25.000 Euro schon in der ersten Finalrunde von Stefanie Noppinger erreicht.
Während es für den ersten Parcours der zweiten Finalshow ein Zeitlimit von 3 Minuten gab, konnte der zweite Parcours ohne Zeitdruck bewältigt werden. Obwohl fast alle Athleten sehr souverän den ersten Parcours der zweiten Finalshow bewältigten, scheiterten über die Hälfte der Teilnehmer an den Schwebenden Türen. Es gelang keinem der Kandidaten, das ultimative Final-Hindernis, den 20 Meter hohen „Mount Midoriyama“, zu erreichen, der erstmals unter freiem Himmel stand. Somit gab es zum vierten Mal einen „Last Man Standing“ und Alexander Wurm sicherte sich die Siegprämie von 25.000 Euro, nachdem er Kim Marschner knapp beim Stangenflug übertreffen konnte.
| Finalteilnehmer 2020 | Platzierung im Finale       | letztes erreichtes Hindernis     |
| -------------------- | --------------------------- | -------------------------------- |
| Christian Balkheimer | 40.                         | Runde 1 – Sprungstange 2.0       |
| Patrick Basler       | 42.                         | Runde 1 – Sprungstange 2.0       |
| Marius Bender        | 32.                         | Runde 1 – Sprungstange 2.0       |
| Simon Brunner        | 19.                         | Runde 1 – Säbelzahnflieger       |
| Lukas Dauenheimer    | 56.                         | Runde 1 – Rotierende Haken       |
| Mark Degebrodt       | 14.                         | Runde 2 – Steuerräder            |
| Samuel Dufner        | 16.                         | Runde 2 – Zickzack-Himmelsleiter |
| Oliver Edelmann PT   | 8.                          | Runde 3 – Schwebende Türen       |
| David Eilenstein     | 37.                         | Runde 1 – Sprungstange 2.0       |
| Giovanni Ertl        | 4.                          | Runde 3 – Fingerleisten 3.0      |
| Eren Eski            | 29.                         | Runde 1 – Sprungstange 2.0       |
| Lasse von Freier     | 18.                         | Runde 1 – Säbelzahnflieger       |
| Daniel Gerber PT     | 15.                         | Runde 2 – Steuerräder            |
| Philipp Göthert      | 12.                         | Runde 3 – Schwebende Türen       |
| Benjamin Grams       | 21.                         | Runde 1 – Säbelzahnflieger       |
| Björn Graul          | 36.                         | Runde 1 – Sprungstange 2.0       |
| Alexander Haidamak   | 33.                         | Runde 1 – Sprungstange 2.0       |
| Moritz Hans          | 6.                          | Runde 3 – Spaziergang            |
| Philipp Hans         | 45.                         | Runde 1 – Sprungstange 2.0       |
| Christian Harmat     | 23.                         | Runde 1 – Säbelzahnflieger       |
| Jescher Heidl        | 31.                         | Runde 1 – Sprungstange 2.0       |
| Marius Holzinger     | 9.                          | Runde 3 – Schwebende Türen       |
| René Casselly PT     | 3.                          | Runde 3 – Kugelhaken             |
| Lukas Kern           | 34.                         | Runde 1 – Sprungstange 2.0       |
| Lukas Kilian PT      | 24.                         | Runde 1 – Säbelzahnflieger       |
| Jun Kim              | 11.                         | Runde 3 – Schwebende Türen       |
| Christian Kirstges   | 20.                         | Runde 1 – Säbelzahnflieger       |
| Malte Komm           | 53.                         | Runde 1 – Rotierende Haken       |
| Jörn Kröll           | 35.                         | Runde 1 – Sprungstange 2.0       |
| Krister Kröll        | 10.                         | Runde 3 – Schwebende Türen       |
| Christian Krömer     | 39.                         | Runde 1 – Sprungstange 2.0       |
| Dennis Leiber        | 46.                         | Runde 1 – Sprungstange 2.0       |
| Markus Malle         | 51.                         | Runde 1 - Rad mit Pendelstamm    |
| Kim Marschner PT     | 2.                          | Runde 3 – Stangenflug            |
| Joel Mattli          | 13.                         | Runde 3 – Schwebende Türen       |
| Enrico Meister       | 47.                         | Runde 1 – Sprungstange 2.0       |
| Marvin Mitterhuber   | 44.                         | Runde 1 – Sprungstange 2.0       |
| Stefanie Noppinger   | 49. („Last Woman Standing“) | Runde 1 – Sprungstange 2.0       |
| Richard Pech         | 38.                         | Runde 1 – Sprungstange 2.0       |
| Max Prinz            | 22.                         | Runde 1 – Säbelzahnflieger       |
| Christian Range      | 28.                         | Runde 1 – Sprungstange 2.0       |
| Frank Schmidpeter    | 43.                         | Runde 1 – Sprungstange 2.0       |
| Benjamin Schmidt     | 27.                         | Runde 1 – Sprungstange 2.0       |
| Daniel Schmidt       | 52.                         | Runde 1 – Rotierende Haken       |
| Artur Schreiber PT   | 17.                         | Runde 1 – Säbelzahnflieger       |
| Norbert Schwarz      | 25.                         | Runde 1 – Säbelzahnflieger       |
| Timo Seifried        | 50.                         | Runde 1 – Rad mit Pendelstamm    |
| Astrid Sibon         | 54.                         | Runde 1 – Rotierende Haken       |
| Rene Sperlich        | 26.                         | Runde 1 – Säbelzahnflieger       |
| Max Sprenger         | 5.                          | Runde 3 – Spaziergang            |
| Fabian Ströbele      | 30.                         | Runde 1 – Sprungstange 2.0       |
| Niklas Weber         | 48.                         | Runde 1 – Sprungstange 2.0       |
| Leon Wismann         | 7.                          | Runde 3 – Schwebende Türen       |
| Niklas Woltmann      | 55.                         | Runde 1 – Rotierende Haken       |
| Alexander Wurm       | 1.                          | Runde 3 – Stangenflug            |
| Eric Zekina          | 41.                         | Runde 1 – Sprungstange 2.0       |

### Staffel 6 (2021)
Die sechste Staffel startete am 15. Oktober 2021. Das Moderatorenteam blieb weiterhin unverändert. Da Jan Köppen krankheitsbedingt bei der fünften Vorrundenshow am 12. November 2021 ausfiel, wechselte Laura Wontorra als Vertretung auf die Kommentatorentribüne. Ihre Aufgabe als Interviewer am Parcours übernahm vertretungsweise Thorsten Legat.
In sieben Vorrunden starteten je 40 Athleten und Athletinnen in den Parcours mit acht Hindernissen. Die 12 Besten jeder Vorrunde sowie die zwei besten Frauen, falls unter den besten 12 keine Frauen dabei waren, kamen weiter ins Halbfinale. Die jeweils 4 schnellsten Finisher einer Vorrunde traten in zwei Paarungen gegeneinander am Powertower an. Die beiden Sieger daraus erhielten jeweils 5.000 Euro und traten zu einem weiteren Duell an, dessen Sieger direkt für das Finale qualifiziert war. In zwei Halbfinalrunden konnten sich die besten der Vorrunden für das Finale qualifizieren.
Der Ablauf der vier Finalrunden entsprach dem der Fünften Staffel. 28 Teilnehmern gelang die Bewältigung aller Hindernisse in der vorgegebenen Zeit, um in die 2. Runde zu gelangen. Hier scheiterten die meisten Teilnehmer am „Drachenrücken“, sodass 12 Kandidaten in die dritte Runde starten konnten. Nur zwei Finalisten gelang es hier, alle 6 Hindernisse zu bewältigen.
Moritz Hans bezwang als erster Teilnehmer in Deutschland (mit einer Zeit von 23,92 Sekunden) den Mount Midoriyama und erhielt 25.000 Euro von RTL. René Casselly konnte diese Zeit mit 22,01 Sekunden unterbieten, und gewann daher als erster den Titel Ninja Warrior Germany sowie das Preisgeld von 300.000 Euro. Die einzige Frau im Finale, Stefanie Noppinger, errang den 6. Platz, wurde damit erneut Last Woman Standing und erreichte als zweite Frau weltweit den dritten Finalparcours.
| Finalteilnehmer 2021 | Platzierung im Finale      | letztes erreichtes Hindernis               |
| -------------------- | -------------------------- | ------------------------------------------ |
| Stefan Angermeier    | 40.                        | Runde 1 – Sprungstange 2.0                 |
| Karim El-Azzazy      | 10.                        | Runde 3 – Schwebende Türen                 |
| Yasin El-Azzazy      | 37.                        | Runde 1 – Tunnelsprung 2.0 mit Hangelwelle |
| Christian Balkheimer | 33.                        | Runde 1 – Riesenrad                        |
| Jonathan Bölstler    | 35.                        | Runde 1 – Tunnelsprung 2.0 mit Hangelwelle |
| Simon Brunner        | 11.                        | Runde 3 – Schwebende Türen                 |
| René Casselly        | 1.                         | Total Victory                              |
| Sladjan Djulabic     | 23.                        | Runde 2 – Drachenrücken                    |
| Samuel Dufner PT     | 17.                        | Runde 2 – Drachenrücken                    |
| Oliver Edelmann      | 34.                        | Runde 1 – Säbelzahnflieger                 |
| Giovanni Ertl        | 4.                         | Runde 3 – Fingerleisten 3.0                |
| Max Görner           | 16.                        | Runde 2 – Drachenrücken                    |
| Philipp Göthert PT   | 3.                         | Runde 3 – Fingerleisten 3.0                |
| Benjamin Grams       | 36.                        | Runde 1 – Tunnelsprung 2.0 mit Hangelwelle |
| Alex Grunwald PT     | 24.                        | Runde 2 – Drachenrücken                    |
| Moritz Hans PT       | 2.                         | Total Victory                              |
| Alexander Hille      | 39.                        | Runde 1 – Sprungstange 2.0                 |
| Lukas Kilian         | 22.                        | Runde 2 – Drachenrücken                    |
| Jun Kim              | 15.                        | Runde 2 – Drachenrücken                    |
| Christian Kirstges   | 5.                         | Runde 3 – Fingerleisten 3.0                |
| Malte Komm           | 12.                        | Runde 3 – Schwebende Türen                 |
| Nicolai Kuntz        | 38.                        | Runde 1 – Tunnelsprung 2.0 mit Hangelwelle |
| Dennis Leiber        | 28.                        | Runde 2 – Reifenwechsel                    |
| Jonas Marqua         | 32.                        | Runde 1 – Riesenrad                        |
| Joel Mattli          | 25.                        | Runde 2 – Drachenrücken                    |
| Marvin Mitterhuber   | 27.                        | Runde 2 – Reifenwechsel                    |
| Stefanie Noppinger   | 6. („Last Woman Standing“) | Runde 3 – Spaziergang                      |
| Richard Pech         | 30.                        | Runde 1 – Wand 2.0                         |
| Tobias Plangger PT   | 18.                        | Runde 2 – Drachenrücken                    |
| Max Prinz            | 29.                        | Runde 1 – Wand 2.0                         |
| Sandro Scheibler PT  | 8.                         | Runde 3 – Spaziergang                      |
| Roman Schirillef     | 31.                        | Runde 1 – Riesenrad                        |
| Daniel Schmidt       | 14.                        | Runde 2 – Drachenrücken                    |
| Artur Schreiber      | 13.                        | Runde 2 – Kamin mit Klappen                |
| Siegfried Sperlich   | 19.                        | Runde 2 – Drachenrücken                    |
| Max Sprenger         | 20.                        | Runde 2 – Drachenrücken                    |
| Tim Stadelmann       | 26.                        | Runde 2 – Drachenrücken                    |
| David Wollschläger   | 21.                        | Runde 2 – Drachenrücken                    |
| Alexander Wurm PT    | 7.                         | Runde 3 – Spaziergang                      |
| Eric Zekina          | 9.                         | Runde 3 – Spaziergang                      |

### Staffel 7 (2022)
Die siebte Staffel startete am 30. September 2022. Zum ersten Mal wurde in diesem Jahr die Altersgrenze für die Teilnahme auf 16 Jahre heruntergesetzt. Jüngste Teilnehmerin der Staffel war die 16-jährige Leonie Huber. Auch in dieser Staffel traten zahlreiche Athleten und Athletinnen in 5 Vorrundenshows an, in der Hoffnung in das Finale zu gelangen und dort den Mount Midoriyama zu bezwingen. Die jeweils 16 Besten sowie die drei besten Frauen jeder Vorrundenshow erreichten das Halbfinale.
Den Titel Last Woman Standing sicherte sich in diesem Jahr die Newcomerin Andrea Meßner, die nur knapp das Finale verpasste.
Der Ablauf der vier Finalrunden entsprach erneut dem der Fünften Staffel. Nur 7 Teilnehmern bewältigten alle Hindernisse in der vorgegebenen Zeit, um in die 2. Runde zu gelangen. Alle Teilnehmer schafften erfolgreich die zweite Runde, sodass auch alle 7 Kandidaten in die dritte Runde starten konnten. Hier scheiterten jedoch die meisten Teilnehmer am letzten Hindernis des Parcours, dem „Flug-Weg“. In diesem Jahr gelang es erneut nur zwei Finalisten, alle 6 Hindernisse zu bewältigen und den neuen Mount Mydoriama, bestehend aus Kamin, Himmelsleiter und Seil, zu erreichen. Moritz Hans konnte ihn in diesem Jahr nicht bezwingen, er scheiterte an der zweiten Sprosse der Himmelsleiter nach 23,17 Sekunden. Max Görner erreichte die sechste Sprosse der Himmelsleiter nach 13,85 Sekunden und sicherte sich so den Titel Last Man Standing sowie ein Preisgeld in Höhe von 25.000 Euro.
| Finalteilnehmer 2022     | Platzierung im Finale | letztes erreichtes Hindernis                           |
| ------------------------ | --------------------- | ------------------------------------------------------ |
| Josef Albani             | 26.                   | Runde 1 – Fingerleisten 2.0                            |
| Stefan Angermeier        | 22.                   | Runde 1 – Fingerleisten 2.0                            |
| Yasin El-Azzazy          | 09.                   | Runde 1 – Fingerleisten 2.0                            |
| Christian Balkheimer     | 27.                   | Runde 1 – Schwungarm                                   |
| Simon Brunner            | 28.                   | Runde 1 – Schwungarm                                   |
| Leonardo Calderon        | 36.                   | Runde 1 – Vorhängeschlösser                            |
| René Casselly DP         | 11.                   | Runde 1 – Fingerleisten 2.0                            |
| Sladjan Djulabic         | 07.                   | Runde 3 – Rotierende Leisten                           |
| Samuel Dufner            | 32.                   | Runde 1 – Schwingflügel                                |
| Oliver Edelmann          | 10.                   | Runde 1 – Fingerleisten 2.0                            |
| David Eilenstein         | 08.                   | Runde 1 – Wand 2.0                                     |
| Daniel Gerber            | 33.                   | Runde 1 – Vorhängeschlösser                            |
| Max Görner               | 01.                   | Runde 4 – Mount Midoriyama (Himmelsleiter, 6. Sprosse) |
| Philipp Göthert          | 05.                   | Runde 3 – Flug-Weg                                     |
| Moritz Hans DP           | 02.                   | Runde 4 – Mount Midoriyama (Himmelsleiter, 2. Sprosse) |
| Jescher Heidl            | 29.                   | Runde 1 – Schwungarm                                   |
| Alexander Hille          | 37.                   | Runde 1 – Vorhängeschlösser                            |
| Kai Jurick               | 30.                   | Runde 1 – Schwungarm                                   |
| Dominique Karlin         | 12.                   | Runde 1 – Fingerleisten 2.0                            |
| Lukas Kilian             | 04.                   | Runde 3 – Flug-Weg                                     |
| Jun Kim                  | 18.                   | Runde 1 – Fingerleisten 2.0                            |
| Friedrich Krebs          | 40.                   | Runde 1 – Reifenwechsel mit Ring                       |
| Dennis Leiber            | 16.                   | Runde 1 – Fingerleisten 2.0                            |
| Julian Lind              | 14.                   | Runde 1 – Fingerleisten 2.0                            |
| Sebastian Lucke          | 23.                   | Runde 1 – Fingerleisten 2.0                            |
| Joel Mattli              | 20.                   | Runde 1 – Fingerleisten 2.0                            |
| Marvin Mitterhuber       | 06.                   | Runde 3 – Flug-Weg                                     |
| Marco Müller             | 39.                   | Runde 1 – Vorhängeschlösser                            |
| Philipp Nockemann        | 35.                   | Runde 1 – Vorhängeschlösser                            |
| Milan Schirowski         | 31.                   | Runde 1 – Schwingflügel                                |
| Frank Schmidpeter        | 21.                   | Runde 1 – Fingerleisten 2.0                            |
| Daniel Schmidt           | 34.                   | Runde 1 – Vorhängeschlösser                            |
| Benjamin Schmidt-Markurt | 13.                   | Runde 1 – Fingerleisten 2.0                            |
| Jona Schöne DP           | 03.                   | Runde 3 – Flug-Weg                                     |
| Artur Schreiber          | 17.                   | Runde 1 – Fingerleisten 2.0                            |
| Benedikt Sigmund DP      | 25.                   | Runde 1 – Fingerleisten 2.0                            |
| Fabian Ströbele          | 24.                   | Runde 1 – Fingerleisten 2.0                            |
| Leon Wismann             | 15.                   | Runde 1 – Fingerleisten 2.0                            |
| Tim Wolf                 | 38.                   | Runde 1 – Vorhängeschlösser                            |
| John Wurth DP            | 19.                   | Runde 1 – Fingerleisten 2.0                            |

### Staffel 8 (2023)
Die achte Staffel startete am 13. Oktober 2023. In diesem Jahr fanden sechs Vorrundenshows statt, in denen sich jeweils die 13 Besten sowie die zwei besten Frauen für das Halbfinale qualifizierten. Die 30 besten Teilnehmer im Halbfinale, die sechs Vorrundensieger sowie die zwei besten Frauen erreichten das Finale. Da mit Ada Theilken eine Frau unter den besten 30 war, traten somit insgesamt 37 Teilnehmer in der ersten Runde des Finalparcours an, der Ablauf entsprach erneut dem der Vorjahre. Den Titel Last Woman Standing sicherte sich in diesem Jahr Viktoria Krämer, die an der Stangen-Walze einige Sprossen weiter kam als Ada Theilken.
Insgesamt sieben Athleten gelang die Bewältigung der ersten Runde des Finals, in der sieben Hindernisse in 1:50 Minute zu bewältigen waren. Zahlreiche Athleten scheiterten entweder an der Zeit oder an der neu eingeführten Sprung-Walze. In der zweiten Runde waren fünf Hindernisse in 2:55 Minuten zu bewältigen, was sechs der sieben Athleten gelang. Philipp Göthert meisterte als Einziger auch die dritte Runde und wurde somit Last Man Standing; den neuen Mount Mydoriama, der aus Staffel 7 bekannt war, konnte er jedoch nicht in der vorgegebenen Zeit bezwingen.
| Finalteilnehmer 2023  | Platzierung im Finale       | letztes erreichtes Hindernis      |
| --------------------- | --------------------------- | --------------------------------- |
| Philipp Allgeuer      | 18.                         | Runde 1 – Schwungarm              |
| Stefan Angermeier EHL | 14.                         | Runde 1 – Hangel-Mikado           |
| Milan Armengaud       | 16.                         | Runde 1 – Hangel-Mikado           |
| Yasin El-Azzazy       | 11.                         | Runde 1 – Hangel-Mikado           |
| Christian Balkheimer  | 8.                          | Runde 1 – Hangel-Mikado           |
| Simon Brunner EHL     | 22.                         | Runde 1 – Stangen-Walze           |
| Leonardo Calderon     | 24.                         | Runde 1 – Stangen-Walze           |
| René Casselly         | 2.                          | Runde 3 – Fingerleisten 3.0       |
| Sladjan Djulabic EHL  | 7.                          | Runde 2 – Wasser-Wände 2.0        |
| Giovanni Ertl         | 34.                         | Runde 1 – Stangen-Walze           |
| Daniel Gerber         | 29.                         | Runde 1 – Stangen-Walze           |
| Philipp Göthert       | 1.                          | Runde 4 – Mount Midoriyama (Seil) |
| Moritz Hans           | 36.                         | Runde 1 – Schwingende Klingen     |
| Jescher Heidl         | 37.                         | Runde 1 – Schwingende Klingen     |
| Thorben Hinkel        | 19.                         | Runde 1 – Rotierende Bälle        |
| Lukas Homann EHL      | 6.                          | Runde 3 – Schwebende Leisten      |
| Lukas Kilian EHL      | 13.                         | Runde 1 – Hangel-Mikado           |
| Christian Kirstges    | 23.                         | Runde 1 – Stangen-Walze           |
| Viktoria Krämer       | 21. („Last Woman Standing“) | Runde 1 – Stangen-Walze           |
| Henry Lorenz          | 5.                          | Runde 3 – Schwebende Leisten      |
| Joel Mattli           | 32.                         | Runde 1 – Stangen-Walze           |
| Viktor Mikhailov      | 26.                         | Runde 1 – Stangen-Walze           |
| Marvin Mitterhuber    | 17.                         | Runde 1 – Schwungarm              |
| Philipp Nockemann     | 31.                         | Runde 1 – Stangen-Walze           |
| Tilo Plum             | 27.                         | Runde 1 – Stangen-Walze           |
| Sandro Scheibler      | 3.                          | Runde 3 – Fingerleisten 3.0       |
| Fabian Scheipner      | 28.                         | Runde 1 – Stangen-Walze           |
| Milan Schirowski      | 9.                          | Runde 1 – Hangel-Mikado           |
| Frank Schmidpeter     | 15.                         | Runde 1 – Hangel-Mikado           |
| Moritz Schnippe       | 25.                         | Runde 1 – Stangen-Walze           |
| Jona Schöne           | 4.                          | Runde 3 – Fingerleisten 3.0       |
| Roy Sperlich          | 33.                         | Runde 1 – Stangen-Walze           |
| Paul Stöckel          | 30.                         | Runde 1 – Stangen-Walze           |
| Ada Theilken          | 35.                         | Runde 1 – Stangen-Walze           |
| Leon Wismann          | 10.                         | Runde 1 – Hangel-Mikado           |
| Tim Wolf EHL          | 20.                         | Runde 1 – Rotierende Bälle        |
| Alexander Wurm        | 12.                         | Runde 1 – Hangel-Mikado           |

### Staffel 9 (2024)
Die neunte Staffel startete am 18. Oktober 2024. Die Aufzeichnungen fanden vom 13. bis 27. April statt, während die vorherigen Staffeln stets im Juni aufgezeichnet wurden. Im Vorfeld wurden die Bewerbungen einiger namhaften Athleten für die Teilnahme an der Staffel überraschenderweise abgelehnt. Darunter waren der erste Last Man Standing Oliver Edelmann, die mehrfache Last Woman Standing Stefanie Edelmann, Christian Harmat und Frank Schmidpeter. Diese Entscheidungen wurden von einigen Athleten und Zuschauern stark kritisiert.
| Finalteilnehmer 2024 | Platzierung im Finale       | letztes erreichtes Hindernis               |
| -------------------- | --------------------------- | ------------------------------------------ |
| Christian Balkheimer | 29.                         | Runde 1 – Säbelzahnflieger                 |
| Simon Brunner        | 5.                          | Runde 3 – Tropfsteine                      |
| Leonardo Calderon    | 17.                         | Runde 2 – Stangen-Walze                    |
| René Casselly EHL    | 1.                          | Runde 4 – Mount Midoriyama (Seil)          |
| Justin Chladni       | 27.                         | Runde 1 – Hangel-Labyrinth                 |
| Sladjan Djulabic     | 15.                         | Runde 2 – Korkenzieher                     |
| David Eilenstein     | 14.                         | Runde 2 – Korkenzieher                     |
| Giovanni Ertl        | 18.                         | Runde 1 – Wand 2.0                         |
| Marlon Fraatz        | 32.                         | Runde 1 – Drehscheibe                      |
| Patrick Friess       | 37.                         | Runde 1 – Fallende Bretter                 |
| Daniel Gerber        | 4.                          | Runde 3 – Tropfsteine                      |
| Max Görner           | 8.                          | Runde 3 – Steckkästen                      |
| Philipp Göthert EHL  | 7.                          | Runde 3 – Steckkästen                      |
| Moritz Hans          | 2.                          | Runde 4 – Mount Midoriyama (Seil)          |
| Thorben Hinkel       | 20.                         | Runde 1 – Wand 2.0                         |
| Lukas Homann         | 16.                         | Runde 2 – Stangen-Walze                    |
| Ole Janek            | 21.                         | Runde 1 – Engpass                          |
| Lukas Kilian EHL     | 9.                          | Runde 3 – Flug-Rodeo                       |
| Christian Kirstges   | 36.                         | Runde 1 – Drehscheibe                      |
| Viktoria Krämer      | 28.                         | Runde 1 – Hangel-Labyrinth                 |
| Dennis Leiber        | 23.                         | Runde 1 – Engpass                          |
| Henry Lorenz         | 33.                         | Runde 1 – Drehscheibe                      |
| Joel Mattli          | 11.                         | Runde 2 – Wasser-Wände 2.0                 |
| Marco Müller         | 10.                         | Runde 2 – Wasser-Wände 2.0                 |
| Alexander Pandzioch  | 26.                         | Runde 1 – Engpass                          |
| Max Prinz            | 34.                         | Runde 1 – Drehscheibe                      |
| Julian Rieger        | 6.                          | Runde 3 – Steckkästen                      |
| Sandro Scheibler EHL | 3.                          | Runde 4 – Mount Midoriyama (Himmelsleiter) |
| Moritz Schnippe      | 31.                         | Runde 1 – Drehscheibe                      |
| Len Schoemakers EHL  | 35.                         | Runde 1 – Drehscheibe                      |
| Jona Schöne          | 30.                         | Runde 1 – Säbelzahnflieger                 |
| Artur Schreiber      | 22.                         | Runde 1 – Engpass                          |
| Paul Stöckel         | 24.                         | Runde 1 – Engpass                          |
| Leon Wismann         | 25.                         | Runde 1 – Engpass                          |
| Tim Wolf EHL         | 13.                         | Runde 2 – Korkenzieher                     |
| Nicola Wulf          | 12. („Last Woman Standing“) | Runde 2 – Wasser-Wände 2.0                 |
| John Wurth           | 19.                         | Runde 1 – Wand 2.0                         |

## Erfolgreichste Teilnehmer

### Meiste Titel
Die Teilnehmer werden anhand ihrer gewonnenen Titel in Ninja Warrior Germany aufgelistet. Dabei wird zwischen dem regulären Format und allen Formaten zusammen unterschieden. Bei der Auflistung der gewonnenen Titel in dem regulären Format gibt es die Besonderheit, dass der Ninja Warrior-Titel über den Last Man Standing- und Last Woman Standing-Titeln eingeordnet ist.
|    | Teilnehmer        | Titel                                 |
| -- | ----------------- | ------------------------------------- |
| 1. | René Casselly     | 1× Ninja Warrior 1× Last Man Standing |
| 2. | Alexander Wurm    | 3× Last Man Standing                  |
| 3. | Stefanie Edelmann | 2× Last Woman Standing                |
| 4. | Oliver Edelmann   | 1× Last Man Standing                  |
| 4. | Max Görner        | 1× Last Man Standing                  |
| 4. | Philipp Göthert   | 1× Last Man Standing                  |
| 4. | Moritz Hans       | 1× Last Man Standing                  |
| 4. | Viktoria Krämer   | 1× Last Woman Standing                |
| 4. | Andrea Meßner     | 1× Last Woman Standing                |
| 4. | Arleen Schüßler   | 1× Last Woman Standing                |
| 4. | Nicola Wulf       | 1× Last Woman Standing                |

|    | Teilnehmer        | NWG | Team | Allstars | Gesamt |
| -- | ----------------- | --- | ---- | -------- | ------ |
| 1. | René Casselly     | 2   | 2    | –        | 4      |
| 1. | Stefanie Edelmann | 2   | 1    | 1        | 4      |
| 3. | Alexander Wurm    | 3   | –    | –        | 3      |
| 4. | Simon Brunner     | –   | 2    | –        | 2      |
| 5. | Oliver Edelmann   | 1   | –    | –        | 1      |
| 5. | Max Görner        | 1   | –    | –        | 1      |
| 5. | Philipp Göthert   | 1   | –    | –        | 1      |
| 5. | Moritz Hans       | 1   | –    | –        | 1      |
| 5. | Lukas Kilian      | –   | –    | 1        | 1      |
| 5. | Viktoria Krämer   | 1   | –    | –        | 1      |
| 5. | Kim Marschner     | –   | –    | 1        | 1      |
| 5. | Andrea Meßner     | 1   | –    | –        | 1      |
| 5. | Denise Pirnbacher | –   | 1    | –        | 1      |
| 5. | Arleen Schüßler   | 1   | –    | –        | 1      |
| 5. | Astrid Sibon      | –   | –    | 1        | 1      |

### Erreichte Runde
Folgend werden die Teilnehmer aufgelistet, die staffelübergreifend in den Hindernis-Parcours der regulären Show am weitesten gekommen sind. Als Indikator wird die am weitesten erreichte Runde eines Athleten herangezogen. Haben zwei Athleten dieselbe weiteste Runde erreicht, ist entscheidend, wie oft die Runde erreicht wurde. Aufgeführt sind alle Teilnehmer, die mindestens einmal Runde 4 oder mehrmals Runde 3 erreicht haben. Zudem werden weibliche Teilnehmerinnen aufgeführt, wenn sie mindestens einmal Runde 2 erreicht haben.
|         | Teilnehmer        | Finale  | Finale  | Finale  | Finale        | Finale |
| Runde 1 | Teilnehmer        | Runde 2 | Runde 3 | Runde 4 | Total Victory |        |
| ------- | ----------------- | ------- | ------- | ------- | ------------- | ------ |
| 1.      | Moritz Hans       | 9       | 7       | 7       | 3             | 1      |
| 2.      | René Casselly     | 8       | 7       | 6       | 2             | 1      |
| 3.      | Philipp Göthert   | 5       | 5       | 5       | 1             | –      |
| 4.      | Alexander Wurm    | 7       | 4       | 4       | 1             | –      |
| 5.      | Sandro Scheibler  | 3       | 3       | 3       | 1             | –      |
| 6.      | Max Görner        | 3       | 3       | 2       | 1             | –      |
| 7.      | Simon Brunner     | 8       | 3       | 2       | –             | –      |
| 8.      | Lukas Kilian      | 5       | 3       | 2       | –             | –      |
| 9.      | Giovanni Ertl     | 4       | 2       | 2       | –             | –      |
| 9.      | Benjamin Grams    | 4       | 2       | 2       | –             | –      |
| 11.     | Jona Schöne       | 3       | 2       | 2       | –             | –      |
| 12.     | Kim Marschner     | 2       | 2       | 2       | –             | –      |
| (1.)    | Stefanie Edelmann | 3       | 1       | 1       | –             | –      |
| (2.)    | Nicola Wulf       | 1       | 1       | –       | –             | –      |

Für einige aufeinanderfolgenden Staffeln kann dieser Vergleich mit dem letzten erreichten Hindernis als Indikator vollzogen werden, da die letzten Hindernisse in den letzten Runden ähnlich sind. Allerdings ist ein Vergleich oftmals nicht eindeutig. Für die Staffeln 1–6 und für die Staffeln 7–8 ist so ein Vergleich möglich, auch wenn diese Staffeln leichte Unterschiede bei den letzten Hindernissen vorzuweisen haben. Haben zwei Teilnehmer staffelübergreifend das gleiche Hindernis erreicht, werden als zusätzliche Kriterien herangeführt, wie oft die Teilnehmer dieses Hindernis erreicht haben und danach die Platzierung der Teilnehmer, die sie dabei in dieser Staffel erzielt haben.
|     | Teilnehmer         | Erreichtes Hindernis                                      |
| --- | ------------------ | --------------------------------------------------------- |
| 1.  | René Casselly      | Total Victory                                             |
| 2.  | Moritz Hans        | Total Victory                                             |
| 3.  | Alexander Wurm     | Runde 4 – Mount Midoriyama                                |
| 4.  | Kim Marschner      | Runde 3 – Stangenflug                                     |
| 5.  | Giovanni Ertl      | Runde 3 – Fingerleisten 2.0 / Runde 3 – Fingerleisten 3.0 |
| 6.  | Philipp Göthert    | Runde 3 – Fingerleisten 2.0 / Runde 3 – Fingerleisten 3.0 |
| 6.  | Max Prinz          | Runde 3 – Fingerleisten 2.0 / Runde 3 – Fingerleisten 3.0 |
| 8.  | Christian Kirstges | Runde 3 – Fingerleisten 2.0 / Runde 3 – Fingerleisten 3.0 |
| 9.  | Benjamin Reichmann | Runde 3 – Fingerleisten 2.0 / Runde 3 – Fingerleisten 3.0 |
| 10. | Benjamin Grams     | Runde 3 – Fingerleisten 2.0 / Runde 3 – Fingerleisten 3.0 |

|    | Teilnehmer         | Erreichtes Hindernis                                |
| -- | ------------------ | --------------------------------------------------- |
| 1. | Philipp Göthert    | Runde 4 – Mount Midoriyama (Seil)                   |
| 2. | Max Görner         | Runde 4 – Mount Midoriyama (Himmelsleiter)          |
| 3. | Moritz Hans        | Runde 4 – Mount Midoriyama (Himmelsleiter)          |
| 4. | Jona Schöne        | Runde 3 – Stangenflug / Runde 3 – Fingerleisten 3.0 |
| 5. | René Casselly      | Runde 3 – Stangenflug / Runde 3 – Fingerleisten 3.0 |
| 5. | Lukas Kilian       | Runde 3 – Stangenflug / Runde 3 – Fingerleisten 3.0 |
| 5. | Marvin Mitterhuber | Runde 3 – Stangenflug / Runde 3 – Fingerleisten 3.0 |
| 5. | Sandro Scheibler   | Runde 3 – Stangenflug / Runde 3 – Fingerleisten 3.0 |

### Beste Platzierung
Die Teilnehmer werden anhand ihrer besten Platzierung in der regulären Show genannt. Zudem wird eine inoffizielle Frauenwertung für die Zeit seit der Einführung des Last Woman Standing-Titels in Staffel 4 gezeigt.
|     | Teilnehmer       | Platz 1 | Platz 2 | Platz 3 | Platz 4–10 |
| --- | ---------------- | ------- | ------- | ------- | ---------- |
| 1.  | Alexander Wurm   | 3       | –       | –       | 2          |
| 2.  | René Casselly    | 2       | 2       | 1       | 2          |
| 3.  | Moritz Hans      | 1       | 4       | 1       | 1          |
| 4.  | Philipp Göthert  | 1       | –       | 1       | 2          |
| 5.  | Oliver Edelmann  | 1       | –       | –       | 5          |
| 6.  | Max Görner       | 1       | –       | –       | 1          |
| 7.  | Kim Marschner    | –       | 2       | –       | –          |
| 8.  | Mirko Künstler   | –       | 1       | –       | –          |
| 9.  | Sandro Scheibler | –       | –       | 2       | 1          |
| 10. | Benjamin Grams   | –       | –       | 1       | 1          |
| 11. | Jona Schöne      | –       | –       | 1       | 1          |
| 12. | Max Prinz        | –       | –       | 1       | –          |
| 13. | Simon Knitter    | –       | –       | 1       | –          |

|     | Teilnehmer        | Platz 1 | Platz 2 | Platz 3 | Beste Gesamt-Platzierung |
| --- | ----------------- | ------- | ------- | ------- | ------------------------ |
| 1.  | Stefanie Edelmann | 2       | 1       | 1       | Platz 6                  |
| 2.  | Viktoria Krämer   | 1       | 1       | –       | Platz 21                 |
| 3.  | Arleen Schüßler   | 1       | –       | 1       | Platz 22                 |
| 4.  | Nicola Wulf       | 1       | –       | –       | Platz 12                 |
| 5.  | Andrea Meßner     | 1       | –       | –       | Platz 41 (Halbfinale)    |
| 6.  | Ada Theilken      | –       | 1       | –       | Platz 35                 |
| 7.  | Leonie Huber      | –       | 1       | –       | Platz 42 (Halbfinale)    |
| 8.  | Astrid Sibon      | –       | 1       | –       | Platz 54                 |
| 9.  | Tatjana Holz      | –       | 1       | –       | Platz 54 (Halbfinale)    |
| 10. | Pamela Forster    | –       | –       | 1       | Platz 43 (Halbfinale)    |
| 11. | Alina Tornau      | –       | –       | 1       | Platz 45 (Halbfinale)    |
| 12. | Lotta Kokemohr    | –       | –       | 1       | Platz 61 (Halbfinale)    |
| 13. | Viola Riechert    | –       | –       | 1       | Platz 67 (Halbfinale)    |

### Meiste Finalteilnahmen
Folgend sind die Teilnehmer mit den meisten Finalteilnahmen aufgeführt.
|      | Teilnehmer           | Finalteilnahmen |
| ---- | -------------------- | --------------- |
| 1.   | Moritz Hans          | 9               |
| 2.   | Simon Brunner        | 8               |
| 2.   | René Casselly        | 8               |
| 4.   | Sladjan Djulabic     | 7               |
| 4.   | Oliver Edelmann      | 7               |
| 4.   | Alexander Wurm       | 7               |
| 7.   | Christian Balkheimer | 6               |
| 7.   | Daniel Gerber        | 6               |
| 7.   | Joel Mattli          | 6               |
| 7.   | Marvin Mitterhuber   | 6               |
| 7.   | Daniel Schmidt       | 6               |
| 7.   | Max Sprenger         | 6               |
| (1.) | Stefanie Edelmann    | 3               |
| (2.) | Viktoria Krämer      | 2               |

|      | Teilnehmer           | NWG | Team | Allstars | Gesamt |
| ---- | -------------------- | --- | ---- | -------- | ------ |
| 1.   | Moritz Hans          | 9   | 2    | 1        | 12     |
| 2.   | René Casselly        | 8   | 2    | 1        | 11     |
| 3.   | Simon Brunner        | 8   | 2    | –        | 10     |
| 3.   | Sladjan Djulabic     | 7   | 1    | 2        | 10     |
| 5.   | Oliver Edelmann      | 7   | 1    | 1        | 9      |
| 6.   | Daniel Schmidt       | 6   | –    | 2        | 8      |
| 6.   | Max Sprenger         | 6   | 2    | –        | 8      |
| 6.   | Alexander Wurm       | 7   | 1    | –        | 8      |
| 9.   | Christian Balkheimer | 6   | –    | 1        | 7      |
| 9.   | Daniel Gerber        | 6   | –    | 1        | 7      |
| 9.   | Benjamin Grams       | 4   | 1    | 2        | 7      |
| 9.   | Joel Mattli          | 6   | –    | 1        | 7      |
| 9.   | Marvin Mitterhuber   | 6   | 1    | –        | 7      |
| (1.) | Stefanie Edelmann    | 3   | 1    | 2        | 6      |
| (2.) | Arleen Schüßler      | 1   | 2    | 1        | 4      |
| (2.) | Astrid Sibon         | 1   | 1    | 2        | 4      |
| (4.) | Viktoria Krämer      | 2   | –    | –        | 2      |
| (4.) | Ada Theilken         | 1   | 1    | –        | 2      |

### Erfolge in anderen Ländern
Einige Teilnehmer von Ninja Warrior Germany haben ebenfalls erfolgreich in Ninja Warrior-Ausgaben anderer Länder teilgenommen. Sofern sie dabei Titel gewonnen haben oder im Finale aufgetreten sind, werden diese Teilnehmer hier angegeben.
 Sasuke (seit 1997)
- Stefanie Edelmann: 36. Staffel (2018) – Stage 1; 40. Staffel (2022) – Stage 2
- René Casselly: 37. Staffel (2019) – Final Stage/Platz 1; 41. Staffel (2023) – Stage 3/Platz 5
- Oliver Edelmann: 40. Staffel (2022) – Stage 2

 Ninja Warrior NL (2017)
- Astrid Sibon: 1. Staffel (2017) – Last Woman Standing

 Ninja Warrior Hungary (seit 2017)
- Christian Harmat: 3. Staffel (2021) – Final Stage/Last Man Standing

 Ninja Warrior Austria (seit 2017)
- Stefanie Edelmann: 1.–3. Staffel (2017–2022) – jeweils Last Woman Standing
- Simon Brunner: 2.–3. Staffel (2021–2022) jeweils Runde 3/Platz 2
- Oliver Edelmann: 2. Staffel (2021) – Runde 3/Platz 3; 3. Staffel (2022)
- Joel Mattli: 3. Staffel (2022) – Total Victory

 Ninja Warrior Switzerland (2018–2019)
- Astrid Sibon: 2. Staffel (2019) – Last Woman Standing
- Christian Harmat: 2. Staffel (2019)
- Joel Mattli: 2. Staffel (2019)

 Ninja Warrior : Le Parcours des héros (seit 2016)
- René Casselly: 9. Staffel (2025) – Total Victory
- Max Görner: 9. Staffel (2025) – Stage 3
- Viktoria Krämer: 9. Staffel (2025) – Stage 3
- Joel Mattli: 9. Staffel (2025) – Stage 3
- Marvin Mitterhuber: 9. Staffel (2025) – Stage 1

## Specials und Begleitformate

### Ninja Warrior – Das Phänomen
2016, 2017 und 2019 wurden drei Specials mit dem Titel Ninja Warrior – Das Phänomen produziert. Im Juli 2020 wurde ein Special unter dem Namen Ninja Warrior Germany – Die spektakulärsten Momente aller Zeiten ausgestrahlt. 2021 gab es mit Die großartigsten Momente, Die unvergesslichsten Promis und Die beeindruckendsten Ninjas drei weitere Specials.

### Der Buzzer danach
Seit der 2. Staffel Ninja Warrior Germany Allstars gibt es einen offiziellen Aftershow-Talk, der live auf dem Instagram-Account des Formats stattfindet. Moderiert wird dieser von Daniel Hock. In diesem sind Mitwirkende aus der jeweiligen Show zu Gast und berichten u. a. über ihre Leistungen, Vorbereitungen auf die Show und geben Backstage-Einblicke. Das Format startet immer nach Ende der TV-Ausstrahlung jeder Folge.

### Promi-Special

#### 2017
In der am 24. November 2017 ausgestrahlten Sendung traten im Rahmen des RTL-Spendenmarathons 23 Prominente auf einem Parcours mit vereinfachten Regeln an sechs Hindernissen an. Von Sven Hannawald, Jörn Schlönvoigt, Julius Brink, Paul Janke, Alexander Keen, Philipp Boy, Gil Ofarim, Björn Otto, der Gewinner von American Ninja Warrior, Isaac Caldiero, Patrick Bach, Massimo Sinató, Lars Riedel, Mario Basler, Ansgar Brinkmann, Oliver Pocher, Detlef Steves, Thomas Häßler, Mario Kotaska, Jürgen Milski, Beatrice Egli, Eva Habermann, Panagiota Petridou und Liz Baffoe bestritten die neun Erstgenannten als „Finisher“, und die drei Nächstgenannten als Nächstbeste, den zweiten Parcours mit fünf Hindernissen. Der Kunstturner Boy, der Stabhochspringer Otto und der US-amerikanische Ninja-Warrior-Sieger Caldiero kamen auch in der zweiten Runde ans Ziel. Der schnellste, Isaac Caldiero, bestritt die dritte Runde und bezwang den Mount Midoriyama (ein 20 m hohes Seilklettern).
Die Teilnehmer erspielten je bewältigtem Hindernis im ersten Durchgang 1.000 Euro (zuzüglich 1.000 Euro Startprämie) und im zweiten Durchgang 2.000 Euro. 20.000 Euro wurden im dritten Durchgang erspielt, insgesamt 190.000 Euro für Kinderprojekte.

#### 2018 (Team Ninja Warrior Germany)
Im Juni 2018 traten jeweils drei Prominente in acht Promi-Teams anlässlich der Team Ninja Warrior Germany-Staffel gegeneinander an. Jedes Team bestand aus zwei Männern und einer Frau:
- Team Bachelor: Paul Janke, Jessica Paszka, Christian Tews
- Team Let’s Dance: Massimo Sinató, Isabel Edvardsson, Gil Ofarim
- Team Dschungelkönige: Peer Kusmagk, Melanie Müller, Marc Terenzi
- Team Fußball-Legenden: Thomas Häßler, Yasmina Filali, Mario Basler
- Team Sporthelden: Björn Otto, Tanja Szewczenko, Philipp Boy
- Team Große Klappe: Ansgar Brinkmann, Verena Kerth, Jürgen Milski
- Team Beach Action: Julius Brink, Miriam Höller, Lazy Dee
- Team Chartstürmer: Beatrice Egli, Jörn Schlönvoigt, Luca Hänni

Das Team Sporthelden konnten sich im Finale gegen das Team Chartstürmer durchsetzen und gewannen 107.000 Euro für „Wir helfen Kindern“. Da sich in beiden Teams die Frauen zuvor verletzt hatten, wurden im Finale Beatrice Egli durch Miriam Höller ersetzt und für Tanja Szewczenko trat Jessica Paszka an.

#### 2018
Im Rahmen des RTL Spendenmarathons fand am 23. November 2018 erneut eine Promi-Ausgabe statt. Insgesamt 26 Prominente stellten sich dem Parcours. An den Start gingen Paul Janke, Florian Ambrosius, Melissa und Sven Hannawald, Lars Riedel, Ross Antony, Uschi Disl, Alexander Klaws, Joey Heindle, Philipp Stehler (Bachelorette-Kandidat), Sebastian Fobe (Bachelorette-Kandidat), Jasmin Wagner, Philipp Boy, Sarah Lombardi, Julius Brink, Heike Henkel, Roman und Heiko Lochmann, Miriam Höller, Björn Otto, Jenny Frankhauser, Maximilian Arland, Jörn Schlönvoigt, Luna Schweiger, Fabian Hambüchen und Grant McCartney (American Ninja Warrior).
Die Teilnehmer erspielten je bewältigtem Hindernis im ersten Durchgang 1.000 Euro (zuzüglich 1.000 Euro Startprämie) und im zweiten Durchgang entsprechend 2.000 Euro. So gelang es im ersten Durchgang 137.000 Euro zu erspielen, wobei Moderator Jan Köppen in einer Sondereinlage die Wand bezwang und er so 1.000 Euro miterspielte. Für 13 Teilnehmer ging es in den zweiten Parcours, wodurch weitere 72.000 Euro dazukamen. Den dritten Durchgang bestritten die drei Besten: Fabian Hambüchen, Philipp Boy und Grant McCartney, die nun den „Mount Midoriyama“ bezwingen durften. Je erreichter Markierung des Seils gab es 1.000 Euro für den guten Zweck und da es dem American Ninja Warrior Grant McCartney am schnellsten gelang das finale Hindernis zu bewältigen, wurde er Tagessieger.
Insgesamt wurden 238.000 Euro für Kinderprojekte erspielt.

#### 2019
Am 22. November 2019 fand aufgrund des RTL-Spendenmarathons wieder eine Promi-Ausgabe statt. 21 Prominente gingen an den Start: Andrej Mangold, Benjamin Piwko, Detlef Steves, Evelyn Burdecki, Evi Sachenbacher-Stehle, Fabian Hambüchen, Jamie Rahn (American Ninja Warrior), Felix van Deventer, Jasmin Wagner, Jenny Elvers, Julius Brink, Magdalena Brzeska, Mickie Krause, Nils Schumann, Patrick Bach, Paul Janke, Peter Orloff, Philipp Boy, Sabrina Mockenhaupt und Thorsten Legat. Zusätzlich traten mit Christian Balkheimer (verkleidet als T-Rex) und Max Sprenger zwei Athleten aus der regulären Show außerhalb der Wertung an.
Nach den zwei Parcours erreichten Fabian Hambüchen, Jamie Rahn und Philipp Boy den letzten Durchgang am „Mount Midoriyama“. Der American Ninja Warrior-Teilnehmer Jamie Rahn schaffte es nicht nur, das Seil am schnellsten zu bewältigen, wodurch er zum Tagessieger ernannt wurde, sondern wurde außerdem mit 22,68 Sekunden der erste Athlet, der den „Mount Midoriyama“ in Deutschland innerhalb des 25-Sekunden-Zeitlimits der regulären Show bezwingen konnte.
Insgesamt wurden 150.000 Euro für Kinderprojekte erspielt.

#### 2020
Am 13. Dezember wurde eine Promi-Ausgabe ebenso für den RTL-Spendenmarathon ausgestrahlt. Mit dabei waren Luca Hänni, Christian Ehrhoff, Chris Tall, Silvio Heinevetter, Angela Finger-Erben, Sarah Lombardi, Özcan Coşar, Elena Miras, Fabian Hambüchen, Thorsten Legat, Mickie Krause, Pascal Hens, Mike Heiter, Sven Hannawald, Joey Heindle, Martin Schmitt, Markus Reinecke, Jasmin Wagner, Renata Lusin, Isi Glück und Prince Damien. Dabei schafften es Luca Hänni, Silvio Heinevetter und Martin Schmitt ins Finale, welches Letzterer gewann.

#### 2021
Am 12. Dezember wurde eine Promi-Ausgabe ebenso für den RTL-Spendenmarathon ausgestrahlt. Mit dabei waren Angela Finger-Erben, Bibiana Steinhaus-Webb, Calvin Kleinen, Filip Pavlović, Irina Schlauch, Kevin Großkreutz, Manuel Flickinger, Sandy Mölling, Thorsten Legat, Cathy Hummels, Jasmin Wagner, Julia Scharf, Julius Brink, Martin Schmitt, Michelle Gwozdz, Mickie Krause, Pascal Hens und Sven Hannawald. Insgesamt wurde eine Summe von 120.000 € für die Stiftung „Wir helfen Kindern“ erspielt.

#### 2022
Am 30. Oktober wurde eine Promi-Ausgabe im Rahmen des RTL-Spendenmarathon ausgestrahlt. Die Teilnehmer waren Luca Hänni, Sven Hannawald, Martin Schmitt, Ekaterina Leonova, Felix Streng, Felix von Jascheroff, Eric Stehfest, Julius Brink, Kira Walkenhorst, Jared Hasselhoff, Sandy Mölling, Filip Pavlović, Elena Miras, Matthias Mangiapane, Annabelle Mandeng, Markus Babbel, Christina Obergföll, Thorsten Legat, Dominik Stuckmann und seine Lebensgefährtin Anna Rossow. Das Finale am Mount Midoriyama gewann Luca Hänni vor Sven Hannawald und Martin Schmitt.

#### 2023
Am 16. Dezember wurde erneut ein Promi-Special gesendet. Die zwölf Teilnehmer wurden in drei Teams eingeteilt, die jeweils von einem der Moderatoren ihren Namen erhielten.
Die Teams und ihre Teilnehmer waren:
Team Buschi: Martin Schmitt, Timo Hildebrand, Irina Schlauch, Filip Pavlović;
Team Wonti: Sven Hannawald, Michael „Mimi“ Kraus, Angela Finger-Erben, Adriano Salvaggio und
Team Köppi: Luca Hänni, Thorsten Legat, Dr. Christine Theiss, Luigi „Gigi“ Birofio.
Nach zwei Runden durften die beiden besten Teams einen Kandidaten für den Mount Mydoriama stellen. Hier kam Adriano Salvaggio eine Sprosse an der Himmelsleiter weiter als Luca Hänni, sodass Team Wonti gewann.

#### 2025
Am 3. Januar wurde erneut ein Promi-Special gesendet. Die zwölf Teilnehmer wurden in drei Teams eingeteilt, die jeweils von einem der Moderatoren ihren Namen erhielten.
Die Teams und ihre Teilnehmer waren:
Team Buschi: Marcel Nguyen, Dr. Christine Theiss, Mike Heiter und Martin Schmitt
Team Wonti: Philipp Boy, Thorsten Legat, Marie Mouroum und Sven Hannawald
Team Köppi: Fabian Hambüchen, Filip Pavlović, Mona Stevens und Vincent Gross.
Nach zwei Runden durften die beiden besten Teams einen Kandidaten für den Mount Mydoriama stellen. Marcel Nguyen konnte im Gegensatz zu Philipp Boy den Mount Mydoriama bezwingen, sodass Team Buschi gewann. Es konnten für die Stiftung RTL – Wir helfen Kindern e. V. 103.500 € erspielt werden.

### 4 Nationen Special

#### 2018
Am 25. November 2018 fand erstmals ein 4 Nationen Special statt, bei dem die besten Teilnehmer aus Deutschland, Großbritannien, Frankreich und Spanien gegeneinander antraten. Das Special bestand aus drei Parcours mit je drei Runden, in der jeweils ein Athlet jeder Nation antrat. Der schnellste Athlet der Runde erhielt für seine Nation drei Punkte, der zweitbeste zwei Punkte, der drittbeste einen Punkt und der langsamste keinen. Die beiden Nationen mit den meisten Punkten traten dann am Mount Midoriyama um den Gesamtsieg an. Die Teams bestanden aus:
- Deutschland: Oliver Edelmann, Benjamin Grams, Moritz Hans, René Casselly, Max Sprenger, Alexander Wurm
- Großbritannien: Ruel DaCosta, Christopher De Stefano, Louis Parkinson, Tim Shieff, Dion Trigg, Jonny Urszuly
- Frankreich: Thomas Ballet, Valentin Dubois, Clément Dumais, Mehdi Hadim, Guillaume Moro, Jean Tezenas du Montcel
- Spanien: Carlos Catari Ramones, Jonathan Grande Lindo, Eric López, Jonathan Iris Manuel Matamoros, Facundo Regalini, Sergio Verdasco

Nach den drei Parcours kamen Deutschland mit 25 Punkten und Spanien mit 12 Punkten in die letzte Runde, welche René Casselly und Eric López für ihre Nation bestritten. In dieser konnte René Casselly den Mount Midoriyama schneller als sein Konkurrent López erklimmen und holte so den Gesamtsieg für Deutschland.

#### 2019
Am 17. November 2019 fand die zweite Ausgabe des 4 Nationen Specials statt, bei dem die besten Teilnehmer aus Deutschland, USA, Spanien und Japan gegeneinander antraten. Das Reglement entsprach jenem aus dem Vorjahr, allerdings schied bereits nach dem zweiten Parcours die Nation mit den wenigsten Punkten aus. Für die jeweiligen Nationen traten an:
- Deutschland: Sladjan Djulabic, Oliver Edelmann, René Casselly, Arleen Schüßler, Max Sprenger, Alexander Wurm
- USA: Isaac Caldiero, Neil Craver, Drew Drechsel, Jessie Graff, Jamie Rahn, Flip Rodriguez
- Spanien: Javier Cano, Carlos Catari Ramones, Marco Jubes, Jonathan Iris Manuel Matamoros, Céline Pignolet, Sergio Verdasco
- Japan: Masashi Hioki, Tomohiro Kawaguchi, Yusuke Morimoto, Ayano Oshima, Jun Sato, Tatsuya Tada

Nach den ersten zwei Parcours schied Japan mit einem Punkt aus, Spanien schied nach dem dritten Parcours mit 11 Punkten aus. Dadurch erreichten Deutschland und die USA mit jeweils 21 Punkten die letzte Runde, welche von Alexander Wurm und Drew Drechsel bestritten wurde. Der US-Amerikaner Drechsel konnte den Mount Midoriyama knapp eine Sekunde schneller als Wurm bezwingen und holte somit für die USA den Titel.

#### 2022
Nach drei Jahren Pause fand am 20. November 2022 die dritte Ausgabe des 4 Nationen Specials statt, bei dem ausgewählte Teilnehmer aus Deutschland, USA, Australien und Israel gegeneinander antraten. Das Reglement entsprach jenem aus der vorherigen Ausgabe. Für die jeweiligen Nationen traten an:
- Deutschland: René Casselly (Kapitän), Sladjan Djulabic, Stefanie Edelmann, Max Görner, Lukas Kilian, Marvin Mitterhuber, Arleen Schüßler
- USA: Austin Gray (Kapitän), Chris DiGangi, Jesse Labreck, Jay Lewis, Lance Pekus, Roland „R.J.“ Roman, Barclay Stockett
- Australien: Zak Stolz (Kapitän), Jake Baker, Judith Carroll, Fred Dorrington, Bryson Klein, Ben Polson, Olivia Vivian
- Israel: Yogev Malka (Kapitän), Eshed Atzmon, Sapir Cohen Carmi, Ishay Halfon, Gil Marantz, Tom Shaked, Shlomo Vaitzman

Nach der zweiten Runde schied Israel mit fünf Punkten aus, während Australien nach der dritten Runde mit 13 Punkten ausschied. Somit erreichten Deutschland mit 22 Punkten und die USA mit 20 Punkten die letzte Runde, welche von Sladjan Djulabic und Jay Lewis bestritten wurde. Während Djulabic an der Himmelsleiter scheiterte, konnte der 18-jährige Lewis den Mount Midoriyama erfolgreich bezwingen, wodurch die USA ihren Titel verteidigen konnten.

## Ableger

### Team Ninja Warrior Germany

#### Staffel 1 (2018)
Vom 22. April bis zum 27. Mai 2018 wurde die erste Staffel von Team Ninja Warrior Germany ausgestrahlt. In dieser Version traten die Kandidaten nicht einzeln, sondern in Dreierteams an. Jedes Team bestand aus zwei Männern und einer Frau. In jeder Show traten acht Teams an. In der Vorrunde liefen die drei Mitglieder eines Teams in direkten Duellen gegen ein anderes Team, wobei die Frauen immer ein Duell bildeten. Für die Sieger der ersten beiden Läufe gab es einen Punkt und für den Gewinner des dritten Laufs zwei Punkte. Bei einem Gleichstand nach drei Läufen gab es einen zusätzlichen Entscheidungslauf. In der KO-Runde traten die vier siegreichen Teams jeweils gegen ein Verlierer-Team an. Die vier Sieger kamen eine Runde weiter, die Verlierer der KO-Runde schieden aus. Die siegreichen Teams traten zum Schluss in der Finalqualifikation an, die als Staffellauf ausgetragen wurde, bei dem jedes Teammitglied drei von insgesamt neun Hindernisse überwinden musste. Das schnellere Team erreichte die Finalshow.
Im großen Finale setzte sich das Team „Magic Monkeys“ (René Casselly, Simon Brunner, Denise Pirnbacher) gegen das Team „Queen of Kingz“ (Arleen Schüßler, Benedikt Sigmund, Christian Harmat) durch und gewann das Preisgeld in Höhe von 100.000 €.
| Finalteams 2018         | Kapitän/-in      | Weitere Läufer                          | Platzierung im Finale |
| ----------------------- | ---------------- | --------------------------------------- | --------------------- |
| Bezwinger der See       | Max Sprenger     | Marvin Mitterhuber Ada Theilken         | 6.*                   |
| Buddi                   | Julius Malassa   | Jonas Malassa Theresa Malassa           | 6.*                   |
| Die Einarmigen Banditen | Sladjan Djulabic | Mia Manojlovic Philipp van der Grinten  | 5.                    |
| Gravity                 | Johannes Veh     | Anne-Marie Kot Adrian Wullweber         | 6.*                   |
| Indian Fire             | Jescher Heidl    | Manasse Heidl Mercy Heidl               | 6.*                   |
| Magic Monkeys           | René Casselly    | Simon Brunner Denise Pirnbacher         | 1.                    |
| One Spirit              | Benjamin Grams   | Silke Sollfrank Andreas Wöhle           | 3.*                   |
| Queen of Kingz          | Arleen Schüßler  | Christian Harmat Benedikt Sigmund       | 2.                    |
| Taraxacum               | Moritz Hans      | Lilli Kiesgen Kim Marschner             | 3.*                   |
| Tarzan                  | Jun Kim          | Claudia Maria Henneken Michael Siegmund | 6.*                   |

#### Staffel 2 (2019)
Vom 15. Juni bis zum 20. Juli 2019 wurde die zweite Staffel von Team Ninja Warrior ausgestrahlt. Wie im Vorjahr traten in diesem Wettbewerb Dreierteams aus zwei Männern und einer Frau an, es traten jedoch nun in jeder Show fünf statt acht Teams an. In der Vorrunde traten alle Teams gegeneinander in Staffelläufen an. Die Sieger eines Staffellaufs erhielten einen Punkt, und einen zusätzlichen Punkt für das erfolgreiche Absolvieren des Parcours. Die vier Teams mit den meisten Punkten zogen in die KO-Runde ein, wo zwei Teams nach dem Konzept der Vorrunden im Vorjahr in direkten Duellen gegeneinander antraten. Zusätzlich erhielt das Team, welches in ihrer Episode die schnellste Zeit in dieser Runde lief, eine Prämie in Höhe von 3.000 €. Die beiden Teams, welche zuerst drei Punkte erhielten, erreichten die Finalqualifikation, welche als Staffellauf auf einem erweiterten Parcours ausgetragen wurde. Das siegreiche Team dieses Staffellaufs erreichte die Finalshow.
Im großen Finale konnte das Team „Magic Monkeys“ (René Casselly, Simon Brunner, Stefanie Noppinger) den Titel gegen das Team „Fusion“ (Moritz Hans, Christian Harmat, Astrid Sibon) verteidigen und gewann somit das Preisgeld in Höhe von 100.000 €.
| Finalteams 2019 | Kapitän/-in     | Weitere Läufer                   | Platzierung im Finale |
| --------------- | --------------- | -------------------------------- | --------------------- |
| Buzzinga        | Oliver Edelmann | Omid Bayat Pamela Forster        | 5.                    |
| Cliffhanger     | Alexander Wurm  | Max Prinz Juliane Wurm           | 3.*                   |
| Fusion          | Moritz Hans     | Christian Harmat Astrid Sibon    | 2.                    |
| Magic Monkeys   | René Casselly   | Simon Brunner Stefanie Noppinger | 1.                    |
| Queen of Kingz  | Arleen Schüßler | Jun Kim Benedikt Sigmund         | 3.*                   |

### Ninja Warrior Germany Kids
Am 17. Juli 2020 startete die erste Staffel der Kids-Version auf Super RTL im Free-TV (am 13. Juli 2020 bereits bei RTL+). Die Sendung richtet sich explizit an Kinder. In der Sendung treten diese in den Altersklassen 10–11 und 12–13 Jahre kleinere Versionen der Hindernisse im Parcours an. Vom 10. bis zum 31. Oktober 2021 wurde eine zweite Staffel, diesmal auf RTL, ausgestrahlt. Wie die regulären Staffeln wurden sie von Jan Köppen und Frank Buschmann sowie Julia Beautx (Staffel 1) oder Laura Wontorra (Staffel 2) moderiert.

### Ninja Warrior Germany Allstars

#### Staffel 1 (2021)
Im April 2021 startete die erste Staffel von Ninja Warrior Germany Allstars. Hier treten immer zwei Athleten bzw. Athletinnen zeitgleich gegeneinander an. Der Gewinner oder die Gewinnerin kommt eine Runde weiter. Nach fünf Shows mit jeweils drei Vorrunden bestritten zwanzig Athleten das Finale zunächst in zwei Duellrunden. Die letzten fünf traten nacheinander an der Endlosen Himmelsleiter an, die besten zwei im Duell am Power Tower. Sieger wurde Kim Marschner, der 50.000 € erhielt, gegen Sladjan Djulabic. Als Last Woman Standing erhielt Astrid Sibon 25.000 €.
| Finalteilnehmer Allstars 2021 | letztes erreichtes Hindernis    |
| ----------------------------- | ------------------------------- |
| Yasin El-Azzazy               | Runde 3 – Endlose Himmelsleiter |
| Sladjan Djulabic              | Runde 4 – Power Tower           |
| Oliver Edelmann               | Runde 1 – Riesenrad             |
| Lasse von Freier              | Runde 2 – Sprungstange 2.0      |
| Daniel Gerber                 | Runde 1 – Riesenrad             |
| Philipp Göthert               | Runde 2 – Sprungstange 2.0      |
| Benjamin Grams                | Runde 1 – Riesenrad             |
| Moritz Hans                   | Runde 3 – Endlose Himmelsleiter |
| Philipp Hans                  | Runde 2 – Sprungstange 2.0      |
| Tatjana Holz                  | Runde 2 – Hangel-Mikado         |
| Jekaterina Konanchuk          | Runde 1 – Cargo-Netz mit Rad    |
| Leon Layer                    | Runde 1 – Riesenrad             |
| Kim Marschner                 | Runde 4 – Power Tower           |
| Joel Mattli                   | Runde 2 – Hangel-Mikado         |
| Stefanie Noppinger            | Runde 1 – Chaos-Bälle           |
| Daniel Schmidt                | Runde 1 – Riesenrad             |
| Artur Schreiber               | Runde 1 – Riesenrad             |
| Astrid Sibon                  | Runde 3 – Endlose Himmelsleiter |
| Max Sprenger                  | Runde 1 – Cargo-Netz mit Rad    |
| Leon Wismann                  | Runde 1 – Riesenrad             |

#### Staffel 2 (2022)
Vom 17. April 2022 bis zum 22. Mai 2022 lief die zweite Staffel. Am Konzept hatte sich nichts geändert. Für den schnellsten Lauf in Runde 1, obgleich in der Vorrunde oder im Finale, gab es in dieser Staffel eine Prämie von 5.000 €. Last Woman Standing wurde Stefanie Noppinger und gewann somit 25.000 €. Sieger der 2. Staffel wurde Lukas Kilian und gewann somit 50.000 €. Entgegen der Regelung von 5 Finalisten bekam Sladjan Djulabic unerwartet die Möglichkeit als 6. Teilnehmer in Runde 3 anzutreten. Diese Chance konnte er nutzen und erreichte so auch die 4. Runde, wo er dann dem schnelleren Lukas Kilian unterlag.
| Finalteilnehmer All Stars 2022 | letztes erreichtes Hindernis               |
| ------------------------------ | ------------------------------------------ |
| Christian Balkheimer           | Runde 1 – Wand                             |
| Leonardo Calderon              | Runde 2 – Sprungstange 2.0                 |
| René Casselly                  | Runde 1 – Wand                             |
| Sladjan Djulabic               | Runde 4 – Power Tower                      |
| Max Görner                     | Runde 2 – Kamin                            |
| Benjamin Grams                 | Runde 3 – Endlose Himmelsleiter            |
| Dominique Karlin               | Runde 1 – Wand                             |
| Lukas Kilian                   | Runde 4 – Power Tower                      |
| Simon Knitter                  | Runde 1 – Flug-Bretter mit Hangel-Korb     |
| Stefanie Noppinger             | Runde 3 – Endlose Himmelsleiter            |
| Tobias Plangger                | Runde 1 – Wellen-Schlitten mit Pendelstamm |
| Viola Riechert                 | Runde 1 – Wand                             |
| Sandro Scheibler               | Runde 1 – Wand                             |
| Daniel Schmidt                 | Runde 2 – Surf-Bretter                     |
| Benjamin Schmidt-Markurt       | Runde 3 – Endlose Himmelsleiter            |
| Artur Schreiber                | Runde 1 – Wand                             |
| Arleen Schüßler                | Runde 2 – Sprungstange 2.0                 |
| Astrid Sibon                   | Runde 1 – Wand                             |
| Rene Sperlich                  | Runde 1 – Chaos-Bälle                      |
| Eric Zekina                    | Runde 3 – Endlose Himmelsleiter            |

## Rezeption

### Gesellschaftlicher Einfluss
Durch die Show ist in Deutschland und anderen Ländern eine neue Sportler-Szene entstanden. Teilweise wird auch von einer neuen Sportart gesprochen. Vielerorts wurden und werden private und gewerbliche Ninja-Trainingshallen errichtet. Auffällig ist der Zusammenhalt der Ninja-Athleten, die sich trotz der Wettbewerbssituation, in der es auch um Geldgewinne geht, gegenseitig motivieren und Freude bei Erfolgen von Konkurrenten zeigen.
Im Nürnberger Einkaufszentrum Mercado wurde 2024 auf insgesamt 3.200 Quadratmetern der erste Ninja Worrier Erlebnispark Deutschlands eröffnet. In diesem ist es möglich, verschiedene Parcours mit insgesamt 25 Hindernissen und unterschiedlichen Levels zu absolvieren. In Großbritannien existieren mit ähnlichem Konzept bereits fünf solcher Parks.

### Ausstrahlung und Einschaltquoten
Im Jahr 2016 verzeichnete Ninja Warrior Germany mit der Auftaktstaffel den erfolgreichsten Show-Neustart des Jahres. In der von RTL festgelegten werberelevanten Kernzielgruppe der 14-bis-59-Jährigen erreichte das Finale einen Marktanteil von 18,8 Prozent. Im Jahr 2020 avancierte die fünfte Staffel von Ninja Warrior Germany zu den erfolgreichsten Sendungen im deutschen Fernsehen. So erreichte man erstmals die Top 5 der meistgesehenen Show-Reihen eines Jahres in der üblichen Zielgruppe der 14-bis-49-Jährigen. Lediglich The Masked Singer und Let’s Dance waren 2020 noch erfolgreicher.
Die einzelnen Episoden sind nach TV-Ausstrahlung auf der Streaming-Plattform RTL+ abrufbar. Seit 2024 sind die Episoden auf RTL+ bereits eine Woche vor der TV-Premiere zu sehen.
In der untenstehenden Tabelle werden lediglich die TV-Einschaltquoten der regulären Staffeln aufgeführt:
| Staffel Jahr | Folge                  | Datum         | Zuschauer (Mio.) | Zuschauer (Mio.) | Marktanteil (%) | Marktanteil (%) |
| Staffel Jahr | Folge                  | Datum         | Gesamt           | 14 bis 49 Jahre  | Gesamt          | 14 bis 49 Jahre |
| ------------ | ---------------------- | ------------- | ---------------- | ---------------- | --------------- | --------------- |
| 1 2016       | 1                      | 9. Juli       | 2,18             | 1,20             | 9,6             | 17,4            |
| 1 2016       | 2                      | 16. Juli      | 2,22             | 1,33             | 9,2             | 19,0            |
| 1 2016       | 3                      | 23. Juli      | 2,27             | 1,25             | 9,7             | 18,4            |
| 1 2016       | 4                      | 29. Juli      | 2,92             | 1,64             | 11,6            | 21,1            |
| 1 2016       | 5 (Finale)             | 30. Juli      | 3,11             | 1,69             | 13,3            | 22,9            |
| 2 2017       | 1                      | 12. August    | 2,43             | 1,28             | 8,7             | 15,1            |
| 2 2017       | 2                      | 19. August    | 2,54             | 1,45             | 9,8             | 19,6            |
| 2 2017       | 3                      | 26. August    | 2,36             | 1,32             | 10,3            | 19,1            |
| 2 2017       | 4                      | 2. September  | 2,37             | 1,43             | 9,1             | 18,0            |
| 2 2017       | 5                      | 9. September  | 2,46             | 1,38             | 9,0             | 15,8            |
| 2 2017       | 6                      | 10. September | 2,47             | 1,43             | 7,8             | 12,6            |
| 2 2017       | 7                      | 17. September | 2,46             | –                | –               | 12,6            |
| 2 2017       | 8 (Halbfinale)         | 24. September | 2,64             | –                | –               | 12,6            |
| 2 2017       | 9 (Finale)             | 1. Oktober    | 3,27             | 1,82             | 10,6            | 16,7            |
| 3 2018       | 1                      | 21. September | 2,47             | 1,33             | –               | 16,5            |
| 3 2018       | 2                      | 28. September | 2,17             | 1,13             | 8,2             | 14,6            |
| 3 2018       | 3                      | 5. Oktober    | 2,41             | –                | 9,0             | 15,8            |
| 3 2018       | 4                      | 12. Oktober   | 2,38             | 1,29             | 8,9             | 16,0            |
| 3 2018       | 5                      | 19. Oktober   | 2,60             | 1,39             | –               | 16,9            |
| 3 2018       | 6                      | 26. Oktober   | 2,49             | 1,32             | 8,9             | 15,6            |
| 3 2018       | 7                      | 2. November   | 2,41             | –                | 8,8             | 16,0            |
| 3 2018       | 8 (Halbfinale)         | 9. November   | 2,64             | –                | 9,6             | 18,2            |
| 3 2018       | 9 (Finale)             | 16. November  | 3,00             | 1,65             | 10,5            | 18,7            |
| 4 2019       | 1                      | 13. September | 1,94             | –                | 8,0             | 14,9            |
| 4 2019       | 2                      | 20. September | 2,13             | 1,18             | –               | 16,4            |
| 4 2019       | 3                      | 27. September | 2,35             | 1,23             | –               | 16,0            |
| 4 2019       | 4                      | 4. Oktober    | 2,54             | 1,46             | –               | 18,0            |
| 4 2019       | 5                      | 11. Oktober   | 2,29             | 1,20             | –               | 15,7            |
| 4 2019       | 6                      | 18. Oktober   | 2,32             | 1,22             | –               | 16,5            |
| 4 2019       | 7                      | 25. Oktober   | 2,36             | –                | 8,6             | 15,5            |
| 4 2019       | 8 (Halbfinale)         | 1. November   | 2,48             | 1,22             | –               | 15,1            |
| 4 2019       | 9 (Finale)             | 8. November   | 2,88             | 1,5              | 10,6            | 18,9            |
| 5 2020       | 1                      | 2. Oktober    | 2,68             | 1,48             | 10,0            | 20,0            |
| 5 2020       | 2                      | 9. Oktober    | 2,61             | 1,44             | 9,5             | 19,9            |
| 5 2020       | 3                      | 16. Oktober   | 2,51             | 1,44             | 9,1             | 19,1            |
| 5 2020       | 4                      | 23. Oktober   | 2,67             | 1,44             | 9,5             | 18,9            |
| 5 2020       | 5                      | 30. Oktober   | 2,75             | 1,48             | 9,3             | 18,1            |
| 5 2020       | 6                      | 6. November   | 2,45             | 1,42             | 8,4             | 17,1            |
| 5 2020       | 7 (Halbfinale 1)       | 13. November  | 3,10             | 1,77             | 10,1            | 20,4            |
| 5 2020       | 8 (Halbfinale 2)       | 20. November  | 2,85             | 1,53             | 9,4             | 18,4            |
| 5 2020       | 9 (Finale, Runde 1)    | 27. November  | 2,89             | 1,56             | 9,5             | 18,5            |
| 5 2020       | 10 (Finale, Runde 2–4) | 4. Dezember   | 3,56             | 2,07             | 11,8            | 24,3            |
| 6 2021       | 1                      | 15. Oktober   | 2,10             | 0,95             | 8,3             | 15,6            |
| 6 2021       | 2                      | 22. Oktober   | 1,95             | 0,86             | 7,6             | 14,5            |
| 6 2021       | 3                      | 29. Oktober   | 2,09             | 1,01             | 8,3             | 17,0            |
| 6 2021       | 4                      | 5. November   | 2,13             | 0,95             | 8,1             | 15,0            |
| 6 2021       | 5                      | 12. November  | 2,16             | 1,00             | 8,1             | 15,7            |
| 6 2021       | 6                      | 19. November  | 1,92             | 0,86             | 7,3             | 12,9            |
| 6 2021       | 7                      | 26. November  | 1,84             | 0,77             | 6,7             | 11,6            |
| 6 2021       | 8 (Halbfinale 1)       | 3. Dezember   | 1,91             | 0,88             | 6,9             | 13,0            |
| 6 2021       | 9 (Halbfinale 2)       | 10. Dezember  | 1,91             | 0,88             | 6,9             | 13,1            |
| 6 2021       | 10 (Finale, Runde 1)   | 17. Dezember  | 1,87             | 0,83             | 6,5             | 12,4            |
| 6 2021       | 11 (Finale, Runde 2–4) | 18. Dezember  | 2,25             | 1,06             | 8,5             | 16,2            |
| 7 2022       | 1                      | 30. September | 1,82             | 0,86             | 7,7             | 15,6            |
| 7 2022       | 2                      | 7. Oktober    | 1,79             | 0,76             | 7,4             | 14,1            |
| 7 2022       | 3                      | 14. Oktober   | 1,76             | 0,85             | 7,1             | 15,1            |
| 7 2022       | 4                      | 21. Oktober   | 1,87             | 0,91             | 7,7             | 16,9            |
| 7 2022       | 5                      | 28. Oktober   | 1,92             | 0,86             | 8,0             | 15,5            |
| 7 2022       | 6 (Halbfinale 1)       | 4. November   | 1,89             | 0,85             | 7,6             | 15,4            |
| 7 2022       | 7 (Halbfinale 2)       | 6. November   | 1,73             | 0,85             | 6,6             | 13,2            |
| 7 2022       | 8 (Finale, Runde 1)    | 11. November  | 2,11             | 0,94             | 8,5             | 17,2            |
| 7 2022       | 9 (Finale, Runde 2–4)  | 18. November  | 2,30             | 0,96             | 9,3             | 16,5            |
| 8 2023       | 1                      | 13. Oktober   | 1,93             | 0,68             | 8,5             | 14,7            |
| 8 2023       | 2                      | 20. Oktober   | 2,00             | 0,76             | 8,6             | 15,9            |
| 8 2023       | 3                      | 27. Oktober   | 1,97             | 0,81             | 8,5             | 16,1            |
| 8 2023       | 4                      | 3. November   | 1,90             | 0,72             | 8,0             | 14,7            |
| 8 2023       | 5                      | 10. November  | 2,18             | 0,77             | 8,9             | 15,3            |
| 8 2023       | 6                      | 17. November  | 1,89             | 0,73             | 7,9             | 15,0            |
| 8 2023       | 7 (Halbfinale 1)       | 24. November  | 1,97             | 0,69             | 8,3             | 14,2            |
| 8 2023       | 8 (Halbfinale 2)       | 1. Dezember   | 1,71             | 0,59             | 7,3             | 12,5            |
| 8 2023       | 9 (Finale, Runde 1)    | 8. Dezember   | 2,12             | 0,83             | 9,1             | 16,9            |
| 8 2023       | 10 (Finale, Runde 2–4) | 15. Dezember  | 2,37             | 0,96             | 9,8             | 18,4            |
| 9 2024       | 1                      | 18. Oktober   | 1,65             | 0,63             | 7,7             | 15,0            |
| 9 2024       | 2                      | 25. Oktober   | 1,53             | 0,57             | 6,9             | 13,0            |
| 9 2024       | 3                      | 1. November   | 1,69             | 0,64             | 7,4             | 14,3            |
| 9 2024       | 4                      | 8. November   | 1,45             | 0,44             | 6,5             | 10,0            |
| 9 2024       | 5                      | 14. November  | 1,10             | 0,31             | 5,2             | 7,9             |
| 9 2024       | 6                      | 15. November  | 1,81             | 0,57             | 8,0             | 13,5            |
| 9 2024       | 7 (Halbfinale 1)       | 22. November  | 1,71             | 0,66             | 7,5             | 15,0            |
| 9 2024       | 8 (Halbfinale 2)       | 29. November  | 1,38             | 0,51             | 6,4             | 12,8            |
| 9 2024       | 9 (Finale, Runde 1)    | 6. Dezember   | 1,57             | 0,51             | 7,0             | 11,6            |
| 9 2024       | 10 (Finale, Runde 2–4) | 13. Dezember  | 2,04             | 0,74             | 9,2             | 18,2            |